# Scharnhorst (csatacirkáló)
A Scharnhorst Németország első világháborút követően elsőként megépített csatahajója volt, az osztályának névadó tagja. Egyetlen testvérhajójával, a Gneisenauval gyakran csatacirkálókként is említik őket. Nevüket a napóleoni háborúk nemzeti hősként tisztelt porosz tábornokai után kapták, csakúgy, mint a Maximilian von Spee tengernagy páncélos cirkálói az első háborúban. (Lásd: SMS Scharnhorst)
A második világháború első felében a két hajó együtt tevékenykedve részt vett a Weserübung hadműveletben és eredményes portyázást hajtott végre az Atlanti-óceánon. 1942 februárjában a Scharnhorst a La Manche-on áttörő kötelék zászlóshajója volt, majd a következő évben Norvégiába helyezték át, ahonnan a Szovjetunió felé tartó konvojokat fenyegethette a Tirpitz-cel és több más nehéz egységgel együtt.
1943 karácsonyán a Scharnhorst egyedül próbált lecsapni egy ellenséges konvojra az Északi-fok közelében, de nagyszámú kísérő hadihajóval találta szembe magát. Egy brit csatahajóval, négy cirkálóval valamint számos rombolóval folytatott több órás egyenlőtlen összecsapás után elsüllyedt. 1968 fős legénységéből csak 36 fő maradt életben.

## Tervezés és építés
A hajó építésére a Marinewerft Wilhelmshaven (1935-től: Kriegsmarinewerft) kapott megbízást 1934. január 25-én »Panzerschiff D - Ersatz ELSASS« néven. Névleg az Elsass régi csatahajó (sorhajó) pótlására szánták. Az eredetileg megnövelt méretű (18.000 tonna) és páncélzatú Panzerschiffnek tervezett hajó gerincfektetésére 1934. február 14-én került sor a Helling 2 sóján, de a francia Dunkerque-osztály építése megváltoztatta az igényeket és emiatt 1934. július 5-én leállították a munkálatokat. Egy évvel később, 1935. június 15-én került sor a hivatalosan 26.000 tonnásra tervezett hajó gerincfektetésére és az elkészült hajótestet 1936. október 3-án bocsátották vízre Adolf Hitler jelenlétében. A keresztelő beszédet Werner von Blomberg hadügyminiszter tartotta, keresztelését Max Schultz sorhajókapitány, a Falkland-szigeteknél elveszett Scharnhorst páncélos cirkáló parancsnokának özvegye végezte. 

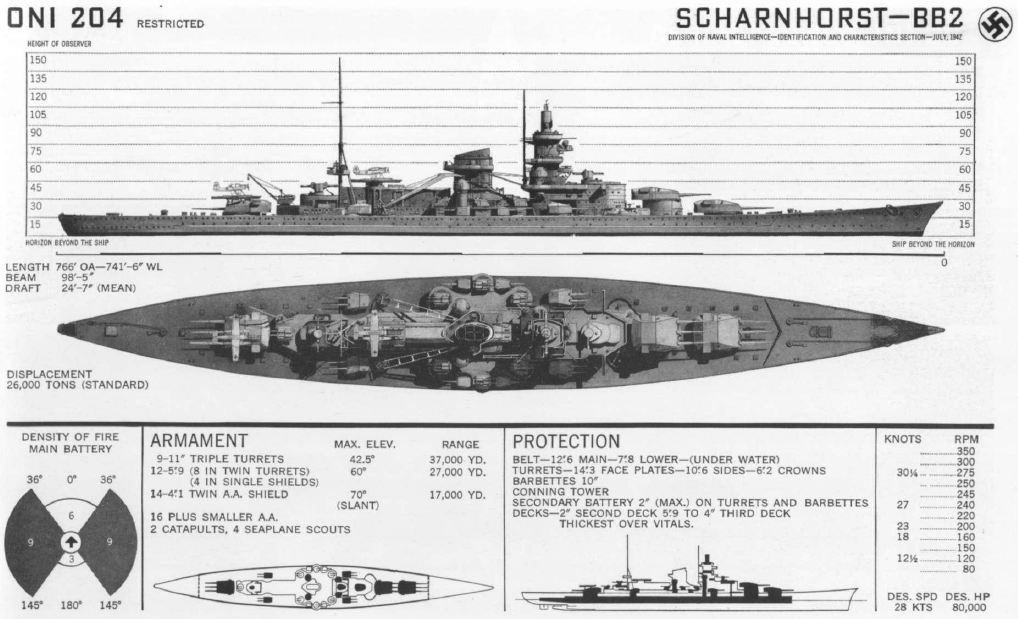
A Scharnhorst azonosító rajza az amerikai haditengerészeti hírszerzés (Office of Naval Intelligence - ONI) típuskönyvéből.

A Scharnhorst vízkiszorítása 32.600 tonnát tett ki üresen és 38.700 tonnát teljesen feltöltve. A hossza az eredeti orrkialakítással 229,8 méter volt, az orr röviddel későbbi módosításával ez 235,4 méterre nőtt. A szélessége 30, maximális merülése 9,9 méter volt. Meghajtásáról három Brown, Boveri & Cie (BBC) gőzturbina gondoskodott, melyeket 12 kazán látott el gőzzel és melyek 165.930 lóerő (122.041 kW) maximális teljesítmény leadására voltak képesek. A sebességpróbákon 31,65 csomós (58,6 km/h) csúcssebességet értek el.
Legénység
A hajó szolgálatba állításkori személyzete 1669 főt (56 tiszt és 1613 sorállományú katona) tett ki, amit a háború idején 60 tisztre és 1780 sorállományúra növeltek. A későbbiek folyamán főként a légvédelem megerősítése miatt ez tovább nőtt. Zászlóshajóként funkcionálva további 10 tiszt és 61 sorállományú katona jött még a létszámhoz.
Fegyverzet
A fő fegyverzetét 9 darab 28 cm-es (283 mm-es) 54,5 kaliberhosszúságú löveg alkotta, három darab három ágyút hordozó lövegtoronyban elhelyezve. Elöl kettő (Anton és Bruno), hátul egy (Cäsar) ilyen lövegtorony kapott helyet. Fontolóra vették, hogy 38 cm-es lövegekkel lássák-e el és eleve úgy is tervezték a hajót, hogy ilyen két löveggel rendelkező lövegtornyokat be lehessen építeni, de ezek fejlesztése ekkor még folyamatban volt és nem készültek volna el időre, így alkalmazásuk jelentősen késleltette volna a szolgálatba állítást. Emiatt esett a választás a Deutschland-osztálynál már kipróbált tripla lövegtornyok továbbfejlesztett változataira. Ezek az új tornyok a korábbiaknál erősebb páncélzattal rendelkeztek és az ágyúik csöve is hosszabb volt. A 38 cm-es ágyúkra való átfegyverzésre a későbbiek során sem került sor. A csatahajókénál gyengébb fegyverzete, nagy sebessége alapján az angol szakirodalomban időnként csatacirkálókként (battle cruiser) avagy gyors csatahajókként (fast battleship) említették az osztály egységeit, melyek közül az előbbi a háború utáni írásokban vált általánossá.
Másodlagos tüzérségét 12 darab 15 cm űrméretű, 55 kaliberhosszúságú ágyú alkotta, melyeket 4-4 szimpla illetve dupla lövegtoronyban helyeztek el a hajó két oldalán a középső részen. Ezek jelölése StB I-IV illetve Bb I-IV volt elölről hátrafelé haladva.
A nehézlégvédelme 14 darab (7×2) 10,5 cm-es 65 kaliberhosszúságú ágyúból állt. A közepes légvédelemhez 16 darab 3,7 cm-es 83 kaliberhosszúságú ágyú, a könnyű légvédelemhez 10 darab 2 cm-es gépágyú tartozott. Utóbbiak számát később 38-ra növelték.
1942-ben ellátták 6 darab 53,3 cm-es torpedóvető csővel (3-3 került a hajó két oldalára a daruk elé). Ezeket a Nürnberg és Leipzig könnyűcirkálókról telepítették át.
Rádiólokátorok
1939 novemberében testvérhajójával együtt felszerelték egy 81,5 cm-es hullámhosszon mérő (368 MHz) FuMO 22 rádiólokátorral (radarral). A készülék az árbóctorony tetején lévő optikai távmérőre telepített kupolán foglalt helyet. A két méter magas és hat méter széles antennakeret a 10,5 méteres távmérővel együtt forgott, így a két készülék által mért értékeket össze lehetett hasonlítani. 1941 nyarán a Brestben való időzéskor a hátulsó felépítmény optikai távmérőjére is szereltek egy FuMO 27 típusú rádiólokátort. A La Manche csatornán való áttörés előtt vélhetőleg felszerelték egy Palau passzív lokátorral is, melynek kis méretű keretét a távmérő házának hátulján helyezhették el.
Németországba visszatérve új FuMO 26 vagy FuMO 27 készülékeket kapott, melyek antennakerete 2×4 méteres volt és amely alatt egy kisebb kereten két függőleges és vízszintes sorban voltak elhelyezve a Timor dipólantennák, melyek a FuMB 4 Samos passzív lokátorhoz tartoztak.
Ezeken túl rendelkezhetett még Sumatra passzív lokátorral is, melyet az árbóctorony távmérőjén elhelyezett antennakeret közelébe telepíthettek, de ezt egyetlen fennmaradt fényképen sem lehet kivenni. Feltételezhetően el volt látva még FuMB 3 Bali jelzésű, kör alakú antennával is, de ezt kis mérete miatt nem lehet egyértelműen felismerni a fényképeken. Ezt az előárbóc csúcsára vagy az egyik keresztrúdra erősíthették.

## Szolgálat

### Háború előtt

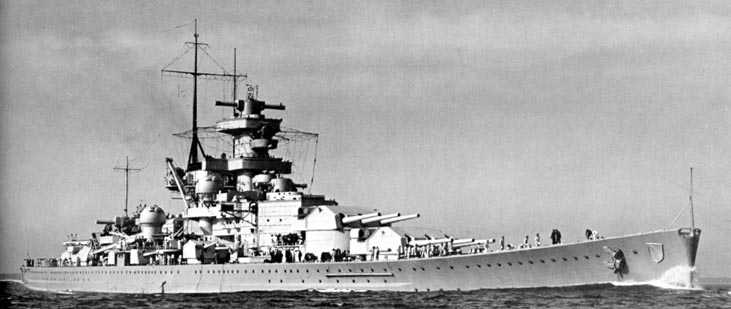
A Scharnhorst még a háború előtt a korai árbócelrendezéssel és orrkialakítással

A hajó felszerelésével 1939 januárjára végeztek és a hónap 9-én átadták a haditengerészetnek. Ezt követően megkezdhette próbajáratait a Balti-tengeren és rövid időt töltött Pillau, Memel, Saßnitz és többször Kiel kikötőiben. 1939. április 1-jén mint a flotta zászlóshajója volt jelen Wilhelmshavenben a Tirpitz vízrebocsátásánál. Az esemény után a magas rangú vendégeket a Scharnhorst fedélzetén látták vendégül. Itt ünnepélyes keretek között léptette elő a Führer Erich Raedert főtengernaggyá (Generaladmiralból Großadmirallá). Június és augusztus között a Scharnhorst Wilhelmshavenben a hajógyárban időzött a szerződésben rögzített végső munkálatok elvégzése végett, de ugyanakkor a hajóorrt is átépítették. Az erős tengerjárás mellett végrehajtott menetpróbák során ugyanis nagy mennyiségű víz került a hajótestbe, ami az elülső lövegtorony elektromos rendszerében károkat okozott. Az egyenes hajóorr helyett a klipperekéhez hasonlóan hajlított hajóorrt (ún. Atlantikbugot) kapott. Ennek következtében a hajó teljes hossza 229,8 méterről 235,4 méterre nőtt. A repülőgéphangárt is kibővítették, a katapultot pedig annak tetejére telepítették. A főárbócot a kémény mellől hátrébb helyezték a hangárok mögé, a kémény pedig ferde kialakítású füstterelőt (Schrägkappe) kapott.

### ARawalpindielsüllyesztése

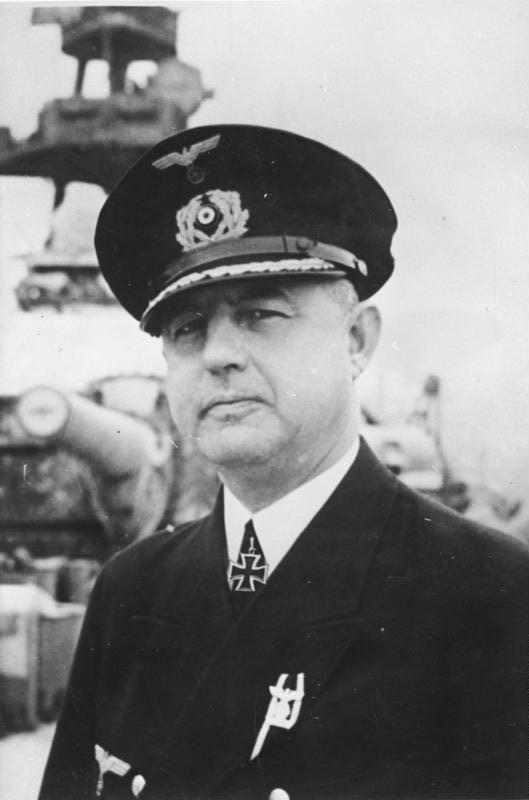
Kurt Cäsar Hoffmann sorhajókapitány volt a Scharnhorst parancsnoka a csatahajó pályafutásának csúcsán

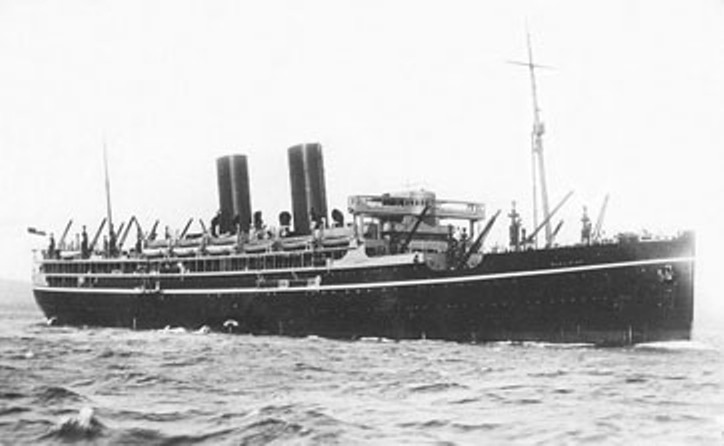
A Rawalpindi még utasszállító hajóként

Az átalakítások miatt a Scharnhorst csak a háború kitörése után állt készen az újabb próbajáratokra. Első lépésként a hajó legénységének létszámát a háborús viszonyok miatt megnövelték (Kriegzuschlag). Mikor szeptember 4-én brit repülőgépek először repültek be a Német-öböl fölé hadihajók után kutatva, a Scharnhorst és a Gneisenau a Brunsbüttelnél lévő horgonyzóhelyen tartózkodtak. Két kétmotoros bombázó 1500 méter magasan átrepült a csatahajók felett, melyek légvédelmi tüzérsége tüzet nyitott rájuk. A gépek anélkül távoztak, hogy bombáikat kioldották volna. Ezt követően hetekig tartó intenzív harci kiképzés következett a Balti-tengeren. Még szeptember folyamán a megbetegedő Ciliax sorhajókapitányt Kurt Caesar Hoffmann sorhajókapitány váltotta a hajó parancsnokaként, aki 1942 márciusáig szolgált a hajón.
Az első bevetésükre novemberben került sor, mikor a két csatahajó Wilhelm Marschall tengernagynak, a flotta parancsnokának vezetésével a Köln könnyűcirkáló és kilenc romboló kíséretében a Schillig-révet elhagyva északi irányba tört előre. A feladatuk az volt, hogy az Izland és Feröer közötti szűk átjáróban megsemmisítsék a britek őrjáratozó hajóit, és amennyiben arra lehetőség adódik, akkor nyugati irányba tovább előretörve felderítő tevékenységet folytassanak, és segítsék az Atlanti-óceánon át hazatérőben lévő kereskedelmi hajókat. A bevetés célja volt az is, hogy erőket lekötve a dél-atlanti vizeken tevékenykedő Admiral Graf Speere nehezedő nyomást csökkentsék, valamint segítsék az észak-atlanti vizeken portyázó és hajtóműproblémákat jelentő Deutschland hazatérését.
A viharos északi szél miatt eleinte a sebességüket 20 csomóra mérsékelve haladhattak. Izlandtól délkeletre november 23-án 16:07-kor a Scharnhorst őrszemei észleltek egy brit segédcirkálót (a Rawalpindit), mely többszöri felszólításukra sem állt meg, hanem mesterséges füstfüggöny védelmében menekülni próbált, és ezzel a németeket a saját cirkálók felé igyekezett csalni. (A szorosban őrjáratoztak még a Newcastle és a Cairo könnyűcirkálók is.) Egy órás üldözés után beérték a 16.600 tonnás segédcirkálót. 17:03-kor a jobb pozícióban lévő Scharnhorst elsőként nyitotta meg a tüzet, és három perc múlva az egyik 28 cm-es ágyúkból leadott sortüze eltalálta a parancsnoki hídját, végezve a hajó parancsnokával, Edward Coverly Kennedy kapitánnyal és a tisztek többségével. A rövid összecsapás során a Rawalpindinek sikerült egy találatot elérnie a Scharnhorston, de annak repeszei csak kisebb károkat okoztak.
17:16-ra a Rawalpindi már lángokban állt és süllyedőben volt. Marschall tengernagy utasította a Scharnhorstot a túlélők kimentésére. Összesen 27 főt vettek a fedélzetükre – közülük a Scharnhorst hatot, mielőtt a Newcastle cirkáló feltűnése miatt a mentési műveleteket megszakítva elhagyták a helyszínt. Marschall attól tartva, hogy az ellenséges felderítő repülőgépek másnap rátalálhatnak, előbb keletnek, majd északnak hajózott tovább, és a Norvég-tengeren várta a megfelelő pillanatot arra, hogy a nagy erőkkel felügyelt Shetland-szigetek és Norvégia közti szakaszon áttörhessen dél felé. A november 25-ei első próbálkozást 17:00-kor megszakította, mivel az időjárási feltételek nem voltak kedvezőek. Másnap az időjárás már kellőképpen rossz volt, és a két német csatahajó teljes sebességgel haladva ellenséges hadihajók észlelése nélkül haladhatott át a veszélyesnek ítélt területen. Az erős hullámzásban nagy sebességgel haladó hajók első lövegtornyait megbénították a bejutó tengervíz okozta rövidzárlatok. A csatahajók november 27-én futottak be Wilhelmshavenbe.
Az akcióval sikerült keresztülhúzni a britek számításait. Elfogásukra a Rodney és a Nelson kifutott a támaszpontjáról, a Hood, a Dunkerque és két francia cirkáló Izland felé vette az útját, a Repulse és a Furious Kanada felé hajózott nagy sebességgel, a Warspite-ot pedig a Dánia-szoroshoz rendelték. A riadóztatott erők még december első napjaiban is a német csatahajók után kutattak.
Míg a Scharnhorstot Wilhelmshavenben javították ki, a Gneisenaunak ugyanehhez át kellett hajóznia a Vilmos-császár csatornán Kielbe. Decemberben a hajó árbóctornyának tetején lévő távmérő házára egy FuMO 22 típusú rádiólokátort szereltek fel.
1940. január 27-én a két csatahajó a Balti-tengeren gyakorlatozott. A Neukrugnál végrehajtott menetpróbák és lőgyakorlatok után visszatértek Kielbe. A kikötőbe a feltorlódott jégtáblák miatt csak nagy nehezen tudtak bejutni, és a Bellevue Hotel előtt el is akadtak. A jég fogságából csak két nap elteltével tudtak szabadulni.

### Nordmarkhadművelet
1940. február 18-án a két csatahajó ismét bevetésre indult, ezúttal a  Hipper nehézcirkáló, a Wilhelm Heidkamp, Karl Galster, Wolfgang Zenker és további négy rombolóval, mely utóbbiak a hadművelet elején a Kattegat felé vették az útjukat, hogy az ottani vizeken folytassanak kereskedelmi háborút. A hadművelet célja a Shetland és Norvégia közötti „ércút” (Erzstraße) forgalmának támadása volt. A kötelék 25 csomós sebességgel tartott északnak, de az este a Wolfgang Zenkernek hirtelen vízbetörés miatt vissza kellett fordulnia. Hajnalban álcázásként brit lobogót húztak fel és délelőtt a két csatahajó egy-egy hidroplánt bocsátott fel, de azok sem észleltek ellenséges hajókat. Mivel konvojokat már nem kaphattak el és a rombolók kisebb üzemanyagkészletére is tekintettel kellett lenni, délután Marschall visszafordult a kötelékével és este már ki is kötöttek Wilhelmshavenben. A felszíni hajók bevetése így nem hozott eredményt, de a hadművelet keretében bevetett tengeralattjárók elsüllyesztettek 12 kereskedelmi hajót összesen 38.000 tonnányi hajótérrel valamint a Daring rombolót is.

### Weserübunghadművelet és a Lofoteni ütközet
A Norvégia megszállására indított hadműveletben (Unternehmen Weserübung) a két csatahajó a Narvikba és Trondheimbe tartó erőket fedező 1. csoport (Gruppe 1) kötelékébe tartozott, amihez 10, fedélzetükön hegyivadászokat szállító romboló tartozott még. Április 7-e reggelén hagyták el Wilhelmshavent, és ismét csatlakozott hozzájuk a Weser torkolata felől érkező Hipper nehézcirkáló és 4 kísérő rombolója (Gruppe 2). 14:30-kor brit bombázók intéztek a kötelék ellen sikertelen támadást. Az este folyamán az erős szelek okoztak szerkezeti károkat a hajókban, és a betörő víz elszennyezte a Scharnhorst üzemanyagkészletének egy részét.

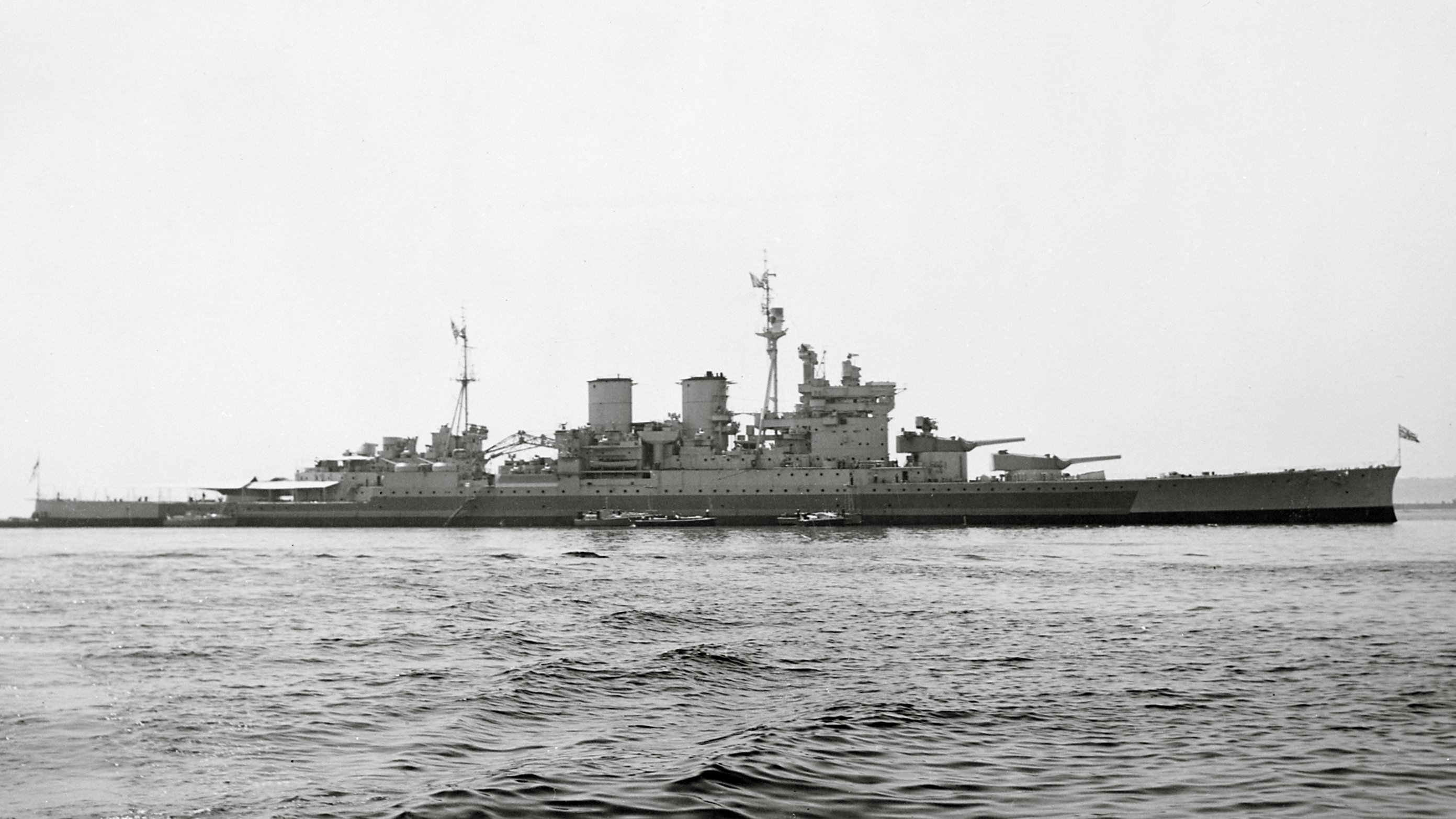
A Renown osztályú HMS Renown brit csatacirkáló 1945-ben. Az egységet az 1930-as évek végén teljesen újjáépítették és modernizálták.

Másnap reggel 09:15-kor a Hippert a Narviknál brit erőkkel harcoló rombolók támogatására rendelték. Április 9-én a két csatahajó összetalálkozott a 6 db 381 mm L/42 ágyúval felszerelt HMS Renown brit csatacirkálóval. A Gneisenau Seetakt radarja 04:30-kor észlelte az ellenséget, mire riadót rendeltek el a két német hajón. Fél órával később a Scharnhorstról észlelték a Renown ágyúinak felvillanását. Ezt követően három perccel a németek is tüzet nyitottak. A brit csatacirkálót kilenc romboló kísérte. A Gneisenaut az összecsapás elején két találat is érte, az egyik következtében a hátulsó lövegtorony használhatatlanná vált. A Scharnhorst rádiólokátora nem működött rendesen, így nem tudott effektíven részt venni a harcban. 05:18-kor a brit hajó áthelyezte tüzét a Scharnhorstra, mely a becsapódó lövedékek elkerüléséhez manőverezésbe kezdett. 07:15-kor a brit rombolók is tüzet nyitottak, bár a németek jóval ágyúik hatótávolságán túl voltak. Lütjens úgy vélte, a nagyszámú ellenséges egység között az HMS Renown-on kívül lehetnek még további brit csatahajók vagy csatacirkálók, ezért ekkor hajóinak nagyobb sebességét kihasználva kitért az ellenség elől. A nagy hullámverésben való gyors haladás miatt ismét víz tört be az orr-részükbe, és a Scharnhorst Anton lövegtornya ismét harcképtelenné vált. A teljes sebességgel való haladás miatt a jobb oldali turbináinál mechanikai problémák jelentkeztek, és 25 csomóra kellett mérsékelnie a sebességét.
Az összecsapás során a Scharnhorst 182 darab páncéltörő- és 13 darab romboló 28 cm-es űrméretű valamint 91 darab 15 cm-es rombológránátot lőtt ki, találatot nem ért el.
A Lofotentől délre lévő két csatahajó északnak haladt, majd nyugatnak fordult, és ebbe az irányba haladt 24 órán át, míg az ideiglenes javításokat elvégezték. Ez után délnek fordultak, és április 12-én találkoztak ismét a Hipperrel. A brit légierő egyik őrjáratozó gépe észlelte őket, de a támadásukra kiküldött bombázók a rossz látási körülmények miatt nem találtak rájuk, és a három hajó még aznap biztonságban kiköthetett. A Scharnhorst visszatért Németországba, és a kieli Deutsche Werke hajógyárban végezték el a javításokat rajta. Ennek során a hátsó toronyra szerelt katapultot eltávolították.

### Junohadművelet – aGloriouselsüllyesztése
A testvérhajók június 4-én hagyták el Wilhelmshavent Norvégia irányába. Útközben csatlakozott hozzájuk a Hipper és négy romboló. A hadművelet célja a Norvégiába tartó brit utánpótlás akadályozása, és az ott harcoló német csapatokra nehezedő nyomás enyhítése volt. Június 7-én a kötelék találkozott a Dithmarschen ellátóhajóval, melyről a nehézcirkáló és a rombolók üzemanyagot vételeztek. Ezen a napon értesült a német flotta vezetése (Seekriegsleitung), hogy Narvik térségéből 10.000 főt szállítanak Angliába a meginduló evakuáció keretében. Marschall úgy döntött, hogy támadást intéz a hét hajóból álló konvoj ellen. Másnap észleltek és elsüllyesztettek egy brit korvettet valamint az Oil Pioneer tartályhajót. Ezt követően a csatahajók felküldték a hidroplánjaikat további ellenséges egységek után kutatni. A Hippert és a rombolókat Marschall a 19.800 tonnás Orama csapatszállító elsüllyesztésére küldte, míg az Atlantis kórházhajónak engedélyezte, hogy folytathassa az útját. A tengernagy ezt követően a Hippert és a rombolókat Trondheimbe küldte üzemanyagot vételezni, míg ő a két csatahajójával Harstad körzetébe hajózott.

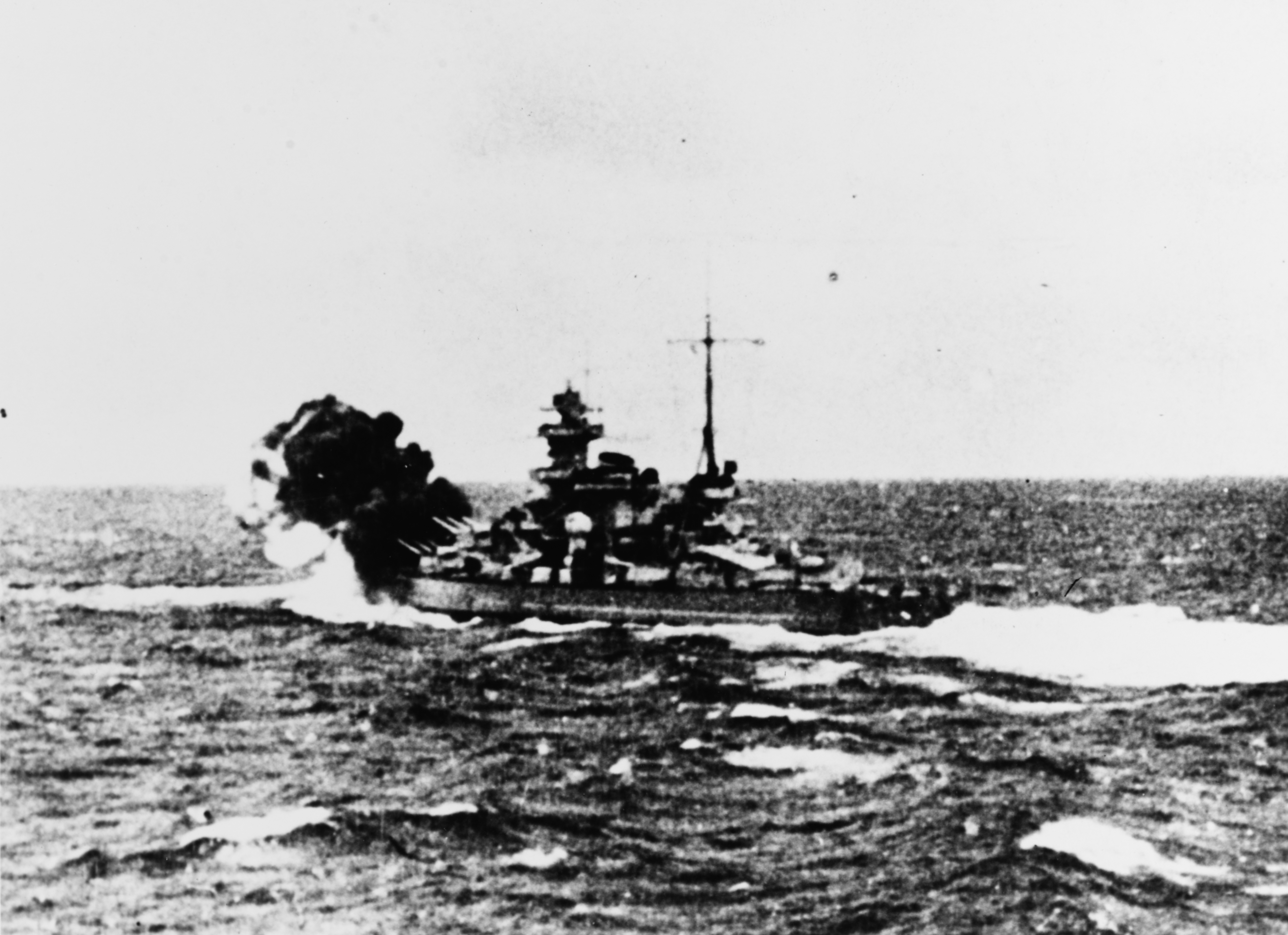
A Scharnhorst a Glorious-ra tüzel (1940. 06. 08.)

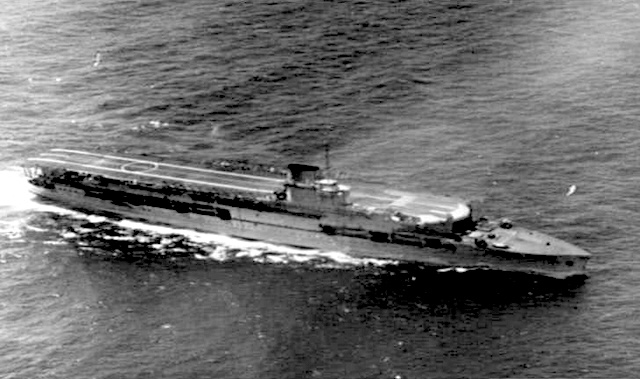
HMS Glorious

17:45-kor 50 km távolságra észlelték a Glorious repülőgép-hordozót és két kísérő rombolóját, az Ardentet és az Acastát. A repülőgép-hordozó a sajátjain kívül nagyszámú szárazföldi repülőgépet is szállított, mindet a fedélzet alatti hangárokban, így nem tudott felbocsátani egyetlen gépet sem. Több Swordfisht fel akartak még vinni a fedélzetre, de ezek mélységi bombákkal voltak felszerelve, ezért előbb torpedókra kellett őket átfegyverezni, amire viszont végül már nem maradt elég idő.
Elsőként a hozzájuk közelebb lévő Scharnhorst nyitott tüzet. A hat perc múlva 24.100 méterről leadott harmadik sortűzével érte el a repülőgép-hordozón az első találatot, mely a felső hangárt érte, és nagy tüzet okozott. Ez volt a háborúban a legnagyobb, vagy második legnagyobb  távolságból elért találat, melyet mozgásban lévő hadihajón értek el. Hasonló eredményt csak az HMS Warspite brit csatahajó tudott felmutatni, amikor 1940. július 9-én 24 km-t meghaladó távolságból ért el egy 381 mm-es lövedékkel telitalálatot az olasz Giulio Cesare csatahajón a calabriai csatában. Nem egészen tíz perc múlva a Gneisenau egyik lövedéke a parancsnoki hidat találta el, végezve a hajó kapitányával. A két romboló megpróbálta füstfüggöny mögé rejteni a Glorioust, de a német csatahajók radarjaik segítségével így is nyomon tudták követni annak mozgását, és ezért nem tudott jelentősen eltávolodni. 18:26-ra a távolság 25.600 méterre csökkent, és teljes sortüzeket adhattak le a Gloriousra. Egy órányi lövetés után a Glorious felborult, majd a hullámok alá siklott. A német csatahajók elsüllyesztették a rombolókat is. A már süllyedőben lévő Acasta kilőtt torpedósorozatából egy torpedó 18:39-kor eltalálta a Scharnhorstot, egyik gránátjával pedig a Bruno lövegtornyot is sikerült eltalálnia, mely utóbbival csak jelentéktelen károkat okozott. A torpedó azonban a hátulsó Cäsar magasságában becsapódva harcképtelenné tette a lövegtornyot. A hajótesten egy 12 méter széles és 4 méter magas lyuk keletkezett, melyen 2.800 tonna víz tört be, és 48 ember halálát okozta. A beömlő víz hatására a hajó 5 fokkal megdőlt, az orr merülése egy méterrel nőtt, ami miatt a sebességét 20 csomóra kellett mérsékelnie. A hajtóművekben is súlyos károkat okozott a vízbetörés, és a jobb oldali hajócsavar tengelye is megsérült. A sérülés miatt a hadműveletet meg kellett szakítani, így a mindössze 180 km-re északra lévő csapatszállító konvojnak sikerült megmenekülnie.
A Scharnhorst Trondheimbe hajózott az átmeneti javítások elvégeztetésére. Június 9-én délután ért az itteni Lofjordba, ahol a Huaskaran javítóhajó és a Parat műszaki mentőhajó végezte el rajta a szükséges munkálatokat. Másnap a RAF parti parancsnokságának (Coastal Command) egy felderítőgépe észlelte a csatahajót, és 11-én 12 Hudson bombázó intézett ellene támadást összesen 36 darab 103 kg-os páncéltörő bombát ledobva rá, melyek közül egy sem talált célt. A Royal Navy is útnak indította az Ark Royal repülőgép-hordozót a Rodney csatahajó kíséretében, hogy gépei támadást intézzenek ellene. Június 13-án 15 darab Blackburn Skua típusú zuhanóbombázót indított útnak, de a Luftwaffe vadászgépei lecsaptak rájuk, és nyolcat lelőttek közülük. A maradék hétnek sikerült átjutnia a légvédelmi rendszeren, és ledobták bombáikat a Scharnhorstra. A bombák közül csak egy 227 kg-os találta el a hajót, de az sem robbant fel. Az átmeneti javításokkal június 20-ra végeztek, mely után visszatérhetett Németországba. Június 21-én erős légi fedezet mellett hajózott, és ezen a napon a britek két légitámadást is intéztek ellene. Az első hullámban hat Swordfish torpedóbombázó, a másodikban kilenc Beaufort bombázó támadta volna, de mindkét akciót megakadályozták a légvédelmi lövegek és a biztosító vadászgépek. Az elfogott rádióüzenetekből a németek megtudták, hogy a Royal Navy kihajózott a tengerre, ezért a Scharnhorst útját megszakítva Stavangerben kötött ki. A brit hajók mindössze 65 km-re voltak tőle, mikor irányt változtatott. Másnap kihajózva Kiel felé vette az útját, ahol hat hónapig állt javítás alatt.
Marschall kapott utasításai között szerepelt, hogy kerülje a harcérintkezést ellenséges hadihajókkal, ennek ellenére a tengernagy mégis keresni indult az ellenséget, és bár jelentős sikereket ért el, az egyik csatahajója fél évre kiesett a szolgálatból. Az emiatt elégedetlen Raeder leváltotta Marschallt, és helyét Günther Lütjens tengernagy vette át a flottaparancsnoki (Flottenchef) tisztségben.

### Berlinhadművelet
A javítások után a Balti-tengeren hajtották végre a próbajáratokat, majd 1940 decemberében a Scharnhorst visszatért Kielbe, ahol a Gneisenauval együtt készült a Berlin kódnevű hadműveletre. A tervek szerint az Atlanti-óceánra kitörve nagy pusztítást kellett véghezvinniük az ellenséges konvojokban. Az út elején a Gneisenau az északi-tengeri viharokban jelentős szerkezeti károkat szenvedett, és emiatt kénytelenek voltak megszakítani a hadműveletet. A Scharnhorst Gotenhafenbe hajózott, míg a Gneisenaut Kielben rövid idő alatt kijavították.
1941. január 22-én a csatahajók ismét kihajóztak az atlanti bevetésre. Már a Skagerrakban észlelték őket brit ügynökök, mire a Honi Flotta (Home Fleet) nehéz egységeit útnak indították a Feröer és Izland közötti átjáró lezárására. A német radarok már nagy távolságból érzékelték a briteket, és egy esőfelhőt kihasználva el tudták kerülni az őrjáratokat. Lütjens ez után a Dánia-szorosban próbálkozott, és február 3-ra az utolsó brit őrjárat cirkálóit maguk mögött hagyva kijutottak a nyílt óceánra. A tengernagy a Gneisenauról a következő üzenetet küldte zászlójelzésekkel: "A tengeri hadviselés történetében első alkalommal sikerült német csatahajóknak kitörniük a nyílt Atlanti-óceánra. És most rajta!"
Február 6-án a Farvel-foktól délre üzemanyagot vételeztek a Schlettstadt tartályhajóról. Február 8-án röviddel 08:30 után az őrszemek észlelték a HX-106 jelű konvojt, és már támadáshoz manővereztek, mikor egy biztosító csatahajót (a Ramillies-t) vettek észre. Mivel a parancsok tiltották a kapitális hajók által kísért konvojok támadását, Lütjens lefújta az akciót. Hoffmann sorhajókapitány, a Scharnhorst parancsnoka már 23 km-re is megközelítette a konvojt, hogy a Ramillies figyelmét magára vonva a Gneisenau támadhassa a kereskedelmi hajókat, mikor Lütjens visszarendelte a zászlóshajó mellé, és északnyugati irányba továbbhajózva kerestek új célpontot. Február 22-én Új-Fundlandtól keletre egy nyugatnak tartó, rakomány nélküli konvojt észleltek, mely a felbukkanásukkor szétszóródott. A Scharnhorst csak a 6000 tonnás Lustrous tartályhajót tudta elsüllyeszteni közülük.

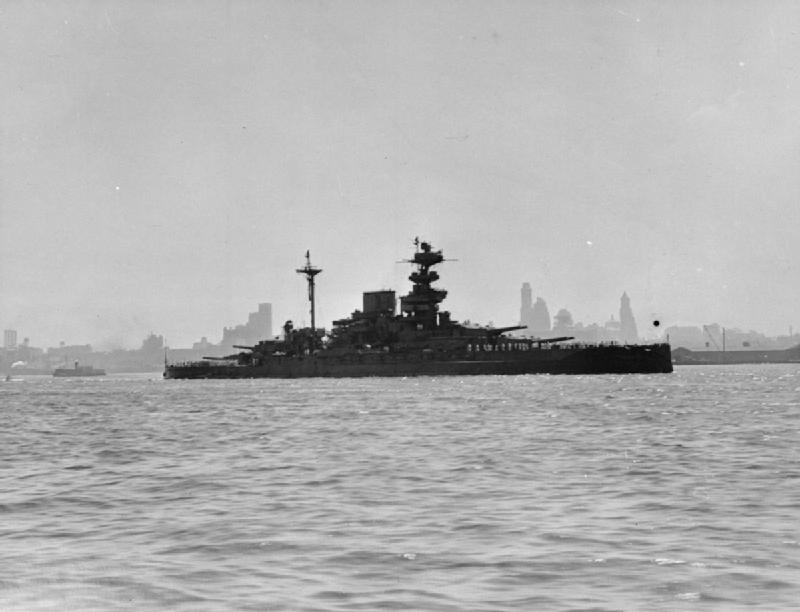
A Queen Elizabeth osztályú HMS Malaya brit csatahajó New Yorkban 1941-ben

Mivel a megtámadott konvoj segélykérő rádiójeleket adott le, Lütjens délkeletnek hajózott a Fokváros-Gibraltár között haladó konvojok útvonalához. A Zöld-foki szigetektől északnyugatra foglalt lesállást, és itt március 8-án észleltek egy hajókaravánt, melyet a Malaya csatahajó biztosított. Lütjens nem intézett támadást, de távolról követte őket, és tengeralattjárókat vezetett rá a célpontra. Két tengeralattjáró 28.488 tonnányi hajóteret süllyesztett el a konvojból március 8-9. éjszakáján. A Malaya egy ízben a német csatahajók felé fordult, és 24 km-re megközelítette őket. Ez már lőtávolságon belül volt számukra, de Lütjens nem kívánt csatába bonyolódni a csatahajóval. Ehelyett az Atlanti-óceán közepe felé vette az irányt, ahol a Scharnhorst elsüllyesztette a görög Marathon teherhajót.
Március 11-én 21:00-kor a nyugati csoport (Marinegruppe West) parancsnoksága Párizsból egy hosszú rádióüzenetben közölte Lütjens-szel, hogy 18-a után fel kell hagynia a halifaxi konvojok támadásával, és meg kell kezdenie a visszatérést. A hadművelet megszakításának oka egyrészt az volt, hogy visszatérésükkel erőket vonhattak el az Izland körüli vizekről, ahol az újholdat kihasználva a Hipper és a Scheer nehézcirkálók készültek kitörni az Atlanti-óceánra váltva őket a portyázásban, másrészt április végére tervezték végrehajtani a Rheinübung-hadműveletet, melyre a csatahajókat szintén fel kellett még készíteni, és korábbi kifutásukkal a Bismarck csatahajó és a Prinz Eugen nehézcirkáló Atlanti-óceánra való kijutását kellett volna segíteniük azzal, hogy az Azori-szigeteknél tevékenykedve erőket vonnak el az északi átjáróktól. Emellett a titkosszolgálatok jelentése szerint a Repulse csatacirkáló és a Furious repülőgép-hordozó két romboló kíséretében már elhagyta Gibraltárt nyugati irányban. A hadvezetés megítélése szerint a nehézcirkálók kijutását az óceánra úgy tudták legjobban támogatni, ha az ellenség figyelmét magukra vonva Brest irányába vonulnak vissza, és ott kötnek ki. Ez a visszavonulási útvonal egybeesett a FIX konvoj-útvonallal, így hazafelé is támadhattak még kereskedelmi hajókat.
Március 12-én üzemanyagot vettek fel az Uckermarck (ex-Altmark) és Ermland tartályhajókról. 15-én a két csatahajó a két tartályhajó társaságában egy szétszóródott konvojba botlott Új-Fundlandtól délkeletre, melynek hajói közül a Scharnhorst kettőt süllyesztett el. Néhány nappal később keletre hajózva rátaláltak a konvoj zömére, és a Scharnhorst újabb hét hajót (összesen 27.777 BRT) süllyesztett el. Az egyik túlélő hajó jelentette a németek helyzetét, mire a britek a Rodney és King George V csatahajókat küldték a helyszínre. A németek jelentős sebességi fölényüket és egy esőfüggönyt kihasználva kitértek előlük. A brit nehéz egységekkel való találkozás után már kevés volt az esély újabb sikerek elérésére, ezért Lütjens Brest felé vette az útját, ahol március 22-én kötött ki hajóival.
A Berlin hadművelet során a Scharnhorst összesen nyolc hajót süllyesztett el 49.300 tonna hajótérrel. Az egész bevetés alatt gondjai adódtak a kazánjaiban lévő túlhevítő vezetékekkel. A javítási munkálatok júliusig tartottak, ami miatt nem tudott részt venni a Rheinübung hadműveletben 1941 májusában.

### 1941. július 24-ei légitámadás

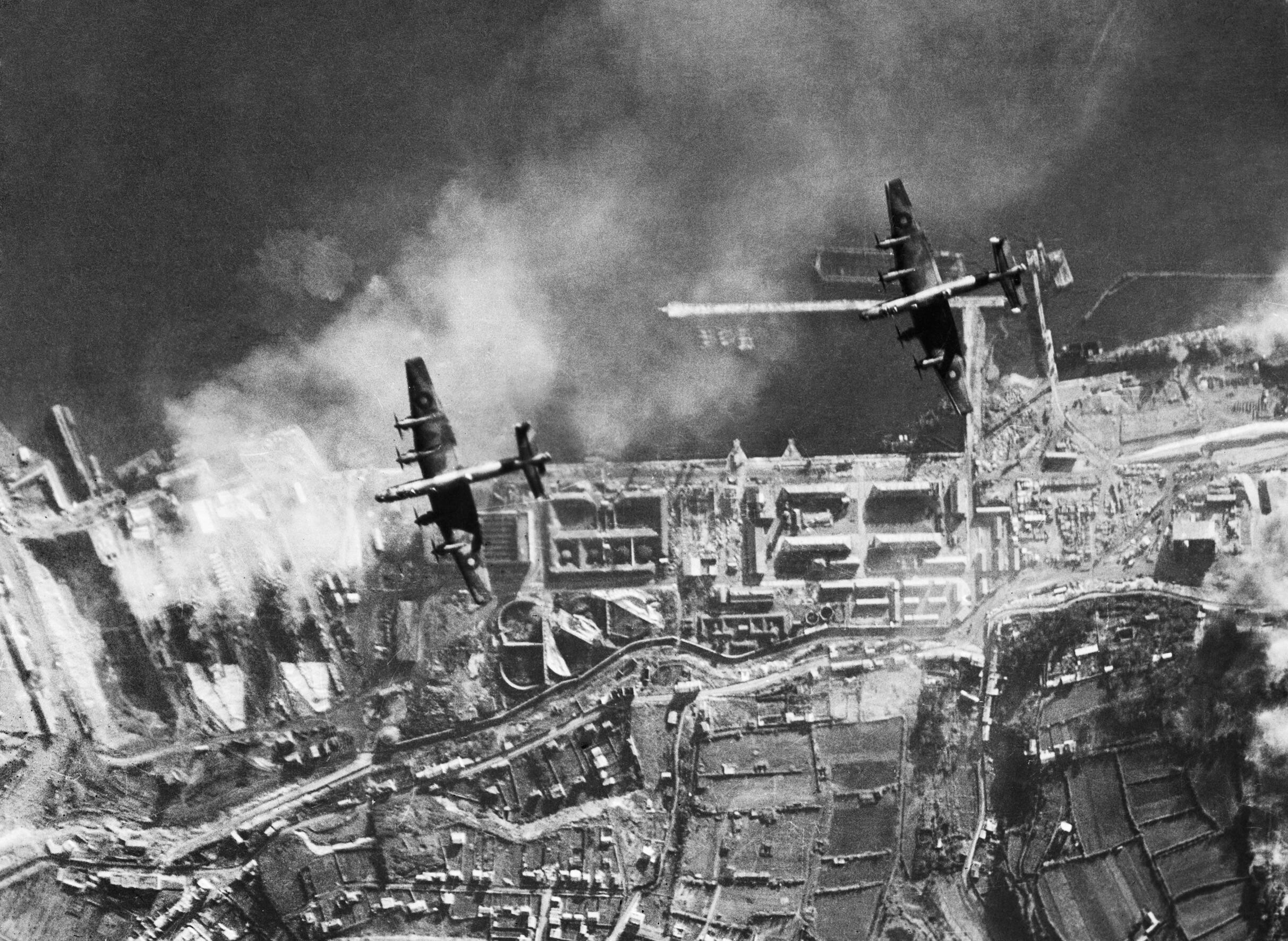
Halifax bombázók a bresti szárazdokkokban álló német csatahajók felett (kép balszélén megtévesztő festéssel álcázva, 1941. december 18.)

Miután befejeződtek a javítási munkálatok, a Scharnhorst áthajózott La Pallice-ba július 21-én a próbajáratok elvégzése végett. Ennek során könnyedén futotta a 30 csomós sebességet is. Július 24-én a brit 35. és 76. bombázószázadok Halifax gépei intéztek támadást a horgonyzó hajó ellen, és öt találatot értek el rajta a jobb oldalán. A bombák a középvonallal párhuzamos vonalban érték a hajót. Közülük három 454 kg-os páncéltörő, kettő pedig 227 kg-os nagy robbanóerejű bomba volt. A 227 kg-osak közül az egyik közvetlenül a jobb oldali 15 cm-es dupla lövegtorony előtt érte a parancsnoki torony magasságában, és a felső és középső fedélzeteken áthatolva a fő páncélfedélzeten robbant fel. A robbanás következtében a torpedóválaszfalak illesztékei eléggé kilazultak ahhoz, hogy vízszivárgás keletkezzen. A másik 227 kg-os bomba a hátsó nagy lövegtorony (Cäsar) előtt csapódott be, és ez is átütötte a felső két fedélzetet, majd a fő páncélfedélzeten robbant egy kis lyukat ütve rá. A robbanás repeszei okoztak kisebb károkat, és tönkretették a 37 mm-es légvédelmi ágyúk lőszerfelvonóját.
A 454 kg-os bombák közül kettő a hajó középső részén a 15 cm-es és a 10,5 cm-es ágyúk között csapódott be. Az első az összes fedélzeten áthaladt, és a kettős feneket is átütve hagyta el a hajót. A második bomba a fedélzeteket szintén átütve csapódott a torpedóválaszfalnak, melyen kifelé eltérülve a páncélöv alatt lyukat ütve hagyta el a hajótestet robbanás nélkül. A harmadik 454 kg-os bomba a Cäsar lövegtorony mögött, 3 méterre az oldalától érte a hajót, és a páncélöv által már nem védett oldalán távozott. A 454 kg-os bombák közül egyik sem robbant fel, de jelentős vízbetöréseket okoztak, minek következtében a hajó 8 fokkal megdőlt jobbra. A 28 cm-es ágyúk elülső és hátulsó lövegtornyai, valamint a légvédelmi lövegek fele harcképtelenné vált. Két ember életét veszítette, és tizenöt megsebesült. A kárelhárítóknak sikerült az üzemanyag átpumpálásával megszüntetni a dőlést, és bár így egy méterrel nőtt a merülése, 19:30-kor elindulhatott vissza Brestbe. Július 25. reggelén a kísérő hajóknak sikerült lelőniük egy őrjáratozó brit repülőgépet. A Scharnhorst még aznap elért Brestbe, és a szárazdokkban hozzáláttak a javításához.
Brestben több módosítást hajtottak végre a fegyverzetén. Kapott egy hátulra felszerelt új rádiólokátort, az elől lévőnek a teljesítményét pedig 100 kW-ra növelték, továbbá ellátták 53,3 cm-es torpedóvető csövekkel is. A kereskedelmi háborúban a megállított hajók elsüllyesztésére tervezték használni őket, mivel a lövegekkel ez sokszor hosszadalmas és pazarló eljárás volt, illetve nem kellett átküldeni tengerészeket a robbanótöltetek elhelyezéséhez, ami szintén időigényes procedúra volt. Éppen ezért nem vonták be őket a tűzvezetési rendszerbe, és a célzást egyszerűen a fedélzetről végezték. A légvédelmi tüzérségét 18 darab 2 cm-es légvédelmi gépágyúval egészítették itt ki.
A Franciaországban állomásozó csatahajók a brit légierő egyik legfontosabb célpontjaivá váltak. Harcképtelenné tételükre a bombázó parancsnokság decemberig 3413 tonnányi bombaterhet használt fel, és a bevetések során 127 bombázógépet veszített. Összehasonlításképpen ugyanebben az időszakban Németországra 20.202 tonna jutott. A britek terveztek még egy egész éjszakás bombatámadást ellenük, melynek során összesen 300 gép bevetésével (30 gépes hullámokban) iktatták volna ki a német csatahajókat. Erre a támadásra a Cerberus hadművelet miatt már nem került sor.

### Cerberushadművelet
Fő szócikk: Cerberus hadművelet

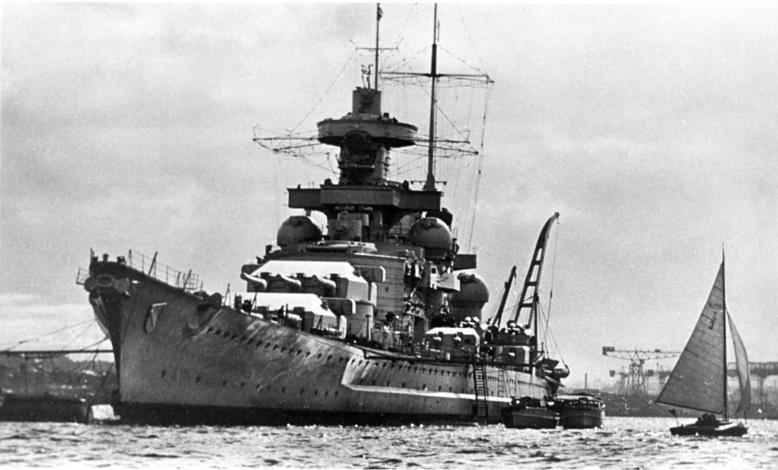
A Scharnhorst kikötőben

A hajók útvonala a hadművelet során

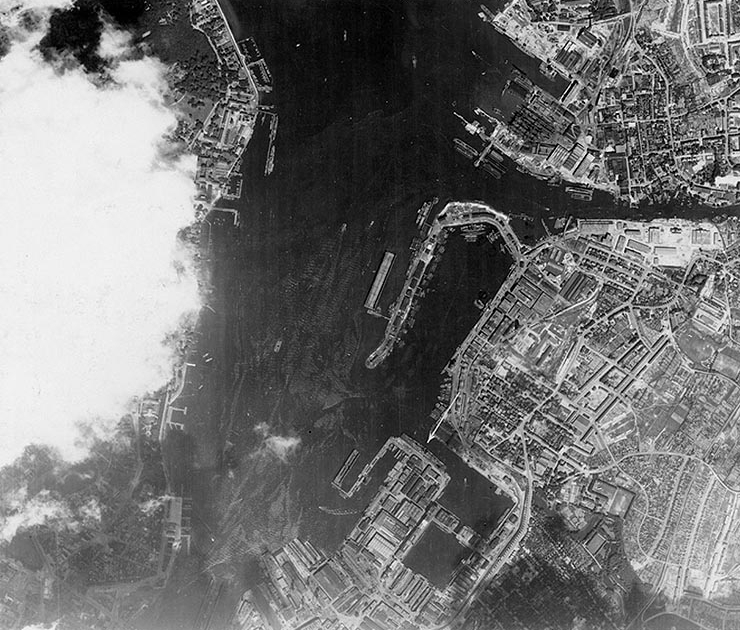
A Scharnhorst a kieli kikötőben (fehér nyíllal jelölve) a Cerberus után egy brit felderítőgép felvételén

A Franciaországban állomásozó csatahajók alkalmazását illetően többféle elképzelés létezett. Raeder legszívesebben a Gibraltár és Anglia közötti útvonal támadására vetette volna be őket, ami a kisebb távolságok miatt kevesebb kockázattal járt volna, avagy a Földközi-tengerre helyezte volna át őket, hogy segíthessék az olasz haditengerészet harcát. 1942. január 12-én a német haditengerészet parancsnoksága egy Hitler jelenlétében megtartott konferencián úgy határozott, hogy a két csatahajót a Prinz Eugen nehézcirkálóval együtt Franciaországból hazavezényelik Németországba, majd pedig Norvégiába helyezik át őket. Itt a brit bombázók hatósugarán kívül állomásozva a hosszú partszakasszal rendelkező ország védelmét láthatták el, és támadhatták a Szovjetunióba tartó konvojokat. A később „csatornafutam” (angol: Channel Dash) néven is ismertté vált hadművelet az Unternehmen Cerberus kódnevet kapta, és az Atlanti-óceánon felállított hatékony brit-amerikai radar- és légi megfigyelőrendszer elkerülése végett a jóval kockázatosabbnak ítélt, de váratlanabb La Manche-on való áttörés mellett döntöttek. Lütjens halála után Otto Ciliax altengernagyot nevezték ki flottaparancsnoknak, és őt bízták meg a hadművelet végrehajtásával. Marschall és Lütjens idején a Gneisenau szolgált zászlóshajóként, Ciliax viszont korábbi hajóján, aScharnhorston húzatta fel a lobogóját. Február elején aknaszedőknek sikerült megtisztítaniuk egy folyosót a csatorna aknamezői között úgy, hogy arról a britek nem szereztek tudomást.

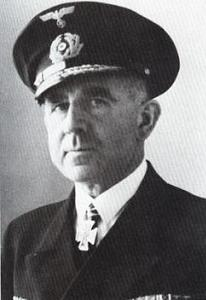
Otto Ciliax tengernagy

Február 12-én a három nagy hadihajó elhagyta Brestet, és a francia partokhoz közel haladva egy óra múlva már a La Manche-csatornán hajóztak 27 csomós sebességgel. A britek nem észlelték az indulásukat, mivel a kikötő megfigyelésére küldött tengeralattjáró az akkumulátorainak feltöltésére vissza kellett térjen, miután egy Dornier bombákat dobva rá hosszabb időre alámerülésre kényszerítette. 06:30-kor Cherbourg elhagyása után csatlakozott hozzájuk egy romboló-flottilla, melyet a Z 29 romboló fedélzetéről Erich Bey sorhajókapitány irányított. Adolf Galland, a vadászerők tábornoka (General der Jagdflieger) irányította a vadász- és bombázó kötelékeket a tengeri hadművelet biztosítását szolgáló Mennykő hadművelet (Unternehmen Donnerkeil) keretében. A biztosító vadászgépek árbócmagasságban repültek, hogy az ellenséges radarok ne észlelhessék őket. Összekötő tiszteket helyeztek el mind a három hajón a kommunikáció megkönnyítése végett. A később érkező repülőgépek dipolkötegeket szórtak le a brit radarok megtévesztésére. 13:00-kor a Doveri-szorosban egy hat Swordfish torpedóbombázóból álló kötelék Spitfire-ök biztosítása mellett intézett támadást a német hajók ellen, de nem sikerült áttörniük a Luftwaffe védőernyőjét, és mind odaveszett.
A Scharnhorst 15:31-kor a Schelde torkolatánál levegőből előző nap ledobott mágneses aknára futott, mely a Bruno lövegtorony mellett robbant fel. A robbanás megrongálta az áramkör-megszakítókat, és ettől az elektromos rendszerei 20 percre kiestek. A rázkódás következtében a Bruno lövegtorony beragadt, hasonlóan a bal oldali 15 cm-es lövegtornyokhoz. A lökéshullám megrongálta az olajvezetékek szivattyúit is, valamint a turbógenerátorok illesztékeit, aminek következtében a hajó megállt. Az áramkimaradás miatt a kazánok és a turbinák vészleállító kapcsolói nem működtek, így ezeket nem lehetett leállítani, míg az áramellátást ismét helyre nem állították. A robbanás nagy rést ütött a hajó oldalába, melyen 1200 tonna víz ömlött be. Az elöntés öt szekció 30 vízzáró rekeszét érintette. A hajó egy fokkal megdőlt, és a merülése az orránál egy méterrel növekedett meg.
Ciliax tengernagy a mozgásképtelen hajóról átszállt a Z 29-re. A gépház személyzete 15:49-kor, 20 perccel az aknára futás után be tudta indítani az első turbinát, majd a második és harmadik turbinát 15:55-kor, illetve 16:01-kor. A hajó ezt követően ismét képes volt a 27 csomós sebesség elérésére. Az utolsó turbina beindításával egy időben egy brit bombázó több bombát is ledobott rá, de ezek 90 méterre csapódtak be tőle. Az ismét útnak induló csatahajó ellen 12 Beaufort hajtott végre egy tíz percen át tartó támadást, melyet a hajó légvédelme és a kísérő vadászgépek visszavertek. A britek számos támadást indítottak még, melyet a németek mind meghiúsítottak. A Scharnhorst légvédelmi lövegei mind vörösen izzottak a nagy igénybevételtől, egy 20 mm-es gépágyú csöve fel is robbant.
Terschelling előtt 22:34-kor a hajó ismét aknára futott, ezúttal a jobb oldalával. A robbanás rövid időre kiiktatta a hajtóműrendszert, és ideiglenesen a kormányműt is használhatatlanná tette. A három turbina közül kettő beragadt, a harmadikat pedig leállították. Újabb 300 tonna víz jutott be, négy szekció tíz vízmentes rekeszét elöntve. A hajócsavarok közül csak a középső volt működőképes, mellyel 10 csomós sebességgel tudtak haladni. A jobb turbina részleges helyrehozatala után 14 csomóra tudták növelni a sebességet. A robbanás megrongálta az összes nagy lövegtorony forgató mechanizmusát, és a 15 cm-es lövegtornyok közül is három teljesen beragadt. Az út hátralévő része már viszonylag nyugodtan telt.
Az áttörés során a britek 110 támadást intéztek a német hajók ellen 675 repülőgép bevetésével. Ezek közül 42-t veszítettek el (20 bombázót, 17 vadászgépet és a 6 Swordfish torpedóbombázót). A ledobott 500 tonna bombából egy sem talált célba. A Scharnhorst légvédelmi tüzérsége 400 darab 10,5 cm-es, 900 darab 3,7 cm-es és 6.000 darab 2 cm-es lövedéket lőtt el. Legénységének mindössze egy tagja sérült meg komolyabban.
08:00-ra a Scharnhorst elérte a Jade-öblöt, de a jég miatt nem tudott behajózni Wilhelmshavenbe. Két nappal később az átmeneti javítások elvégzése végett Kielbe hajózott át. A javításokat egy úszó szárazdokkban végezték el rajta 1942 júliusáig. Márciusban Friedrich Hüffmeier sorhajókapitány lett a hajó új parancsnoka. A Balti-tengeren elvégzett próbajáratok során kiderült, hogy a kazán számos vezetéke cserére szorul.

### Áthelyezés Norvégiába

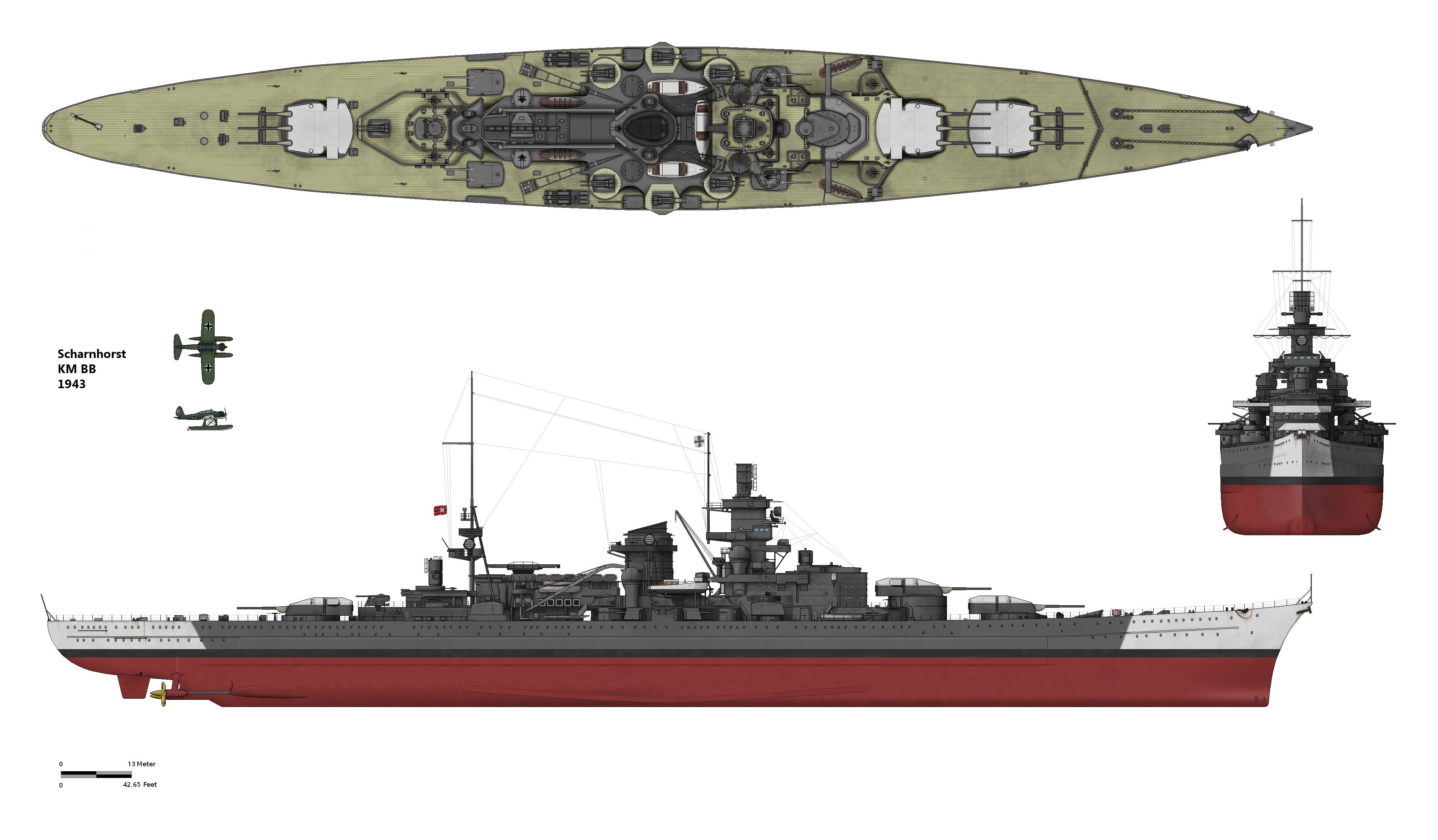
A Scharnhorst 1943-as állapotában

1942 augusztusának elején a Scharnhorst tengeralattjárókkal végzett gyakorlatokat. Egy alkalommal összeütközött az U-523-mal, melynek során szerzett sérülések szárazdokkba kényszerítették. A javítások után szeptemberben a Balti-tengeren gyakorlatozott, októberben Gotenhafenbe hajózott, ahol új – a Prinz Eugen és a Lützow megtorpedózásának tapasztalatai alapján kifejlesztett – kormánylapátokat kapott. A kazánokkal és turbinákkal felmerülő gondok miatt az év hátralévő részét Németországban töltötte. Decemberre a hajócsavarok három tengelye közül csak kettő volt üzemképes, és a hajtóműrendszer generálozásra szorult. 1943 januárjában állt ismét szolgálatba, és a hónap 7-én a Prinz Eugen, valamint öt romboló kíséretében elhagyta Németországot Norvégia irányába, azonban a brit reptereken folyó nagy készülődésekről befutó jelentések miatt megszakították az utat, és visszatértek Németországba. A következő alkalommal is hasonló okok miatt hiúsult meg az áthelyezés. Március 8-án azonban a rossz időjárás miatt a brit repülőgépek nem tudtak felszállni, így a Scharnhorst négy romboló kíséretében végül áthajózhatott Norvégiába. Bergen előtt a viharos időjárás miatt a rombolók a kikötőbe hajóztak, de a Scharnhorst folytatta az útját 17 csomóra mérsékelt sebességgel. Március 14-én az Ofot-fjordban lévő Bogen-öbölben vetett horgonyt, Narvik közelében. Itt állomásozott már a Lützow és a Tirpitz is.
Március 22-én a három nagy hadihajó az Alta-fjordba hajózott át a viharban elszenvedett károk javítására. Április elején a Scharnhorst és a Tirpitz kilenc rombolóval a Barents-tengeren lévő Medve-sziget ellen hajtott végre gyakorló jellegű bevetést. Nyolcadikán a hátulsó segédgépek fő páncélfedélzet feletti termében súlyos belső robbanás történt, mely 34 embert ölt meg, illetve sebesített meg. A Cäsar lövegtorony lőszerkamráit óvintézkedésként el kellett árasztani. Egy javítóhajó két hét alatt végzett a javítási munkálatokkal. Az üzemanyaghiány miatt a következő hat hónap során nem került sor bevetésre, és ez idő alatt a Scharnhorst csak rövid gyakorlatozásokra hajózhatott ki. A robbanás okát nem sikerült megállapítani, de a feltevések szerint szabotázsakció történt, mely a hajó gotenhafeni tartózkodására vezethető vissza.

### Szicíliahadművelet
A Scharnhorst, a Tirpitz és kilenc romboló az Alta-fjordból 1943. szeptember 6-án futott ki Oskar Kummetz tengernagy vezetésével az Unternehmen Sizilien végrehajtására, mely a Spitzbergák elleni támadást takarta. Az akció során a Scharnhorst egy két 76 mm-es ágyúból álló tüzérségi üteget semmisített meg, és bombázta az üzemanyagraktárakat, szénbányákat, kikötői berendezéseket, valamint a katonai létesítményeket. A szigeten lévő meteorológiai állomásnak különösen nagy figyelmet szenteltek, mely fontos információkkal látta el a térségbe készülő konvojokat. A rombolók egy 1000 fős harccsoportot tettek partra, mely a norvég helyőrséget a hegyekbe szorította vissza, és a küldetést nagyobb veszteségek nélkül végrehajtotta. A hadművelet inkább szolgált propagandacélokat, és a felszíni flotta bevethetőségét volt hivatott demonstrálni. Hasonló eredményeket érhettek volna el csupán rombolók bevetésével is.
Szeptember 22-én két brit X-craft mini-tengeralattjáró intézett támadást az Alta-fjordban horgonyzó Tirpitz ellen a fjord fenekén elhelyezett nagy erejű aknákkal. A támadandó hajók között a Scharnhorst és a Lützow is szerepelt, de alájuk végül nem helyeztek el robbanótölteteket. A Tirpitzet a támadás során jelentős károk érték, ami miatt a következő fél évben nem lehetett alkalmazni a nyílt vizeken. Harcképtelenné válása után már csak a Scharnhorst és öt romboló állt rendelkezésre a bevetésekhez.
1943. november 25-én a Scharnhorst egy két órás teljesítménypróbát hajtott végre, melynek során 29,96 csomós sebességet ért el. A feljegyzések szerint a merülése fél méterrel nőtt az 1940-es adatokhoz képest, mikor még 31,14 csomó volt a csúcssebessége.

### Ostfronthadművelet – az Északi-foki csata

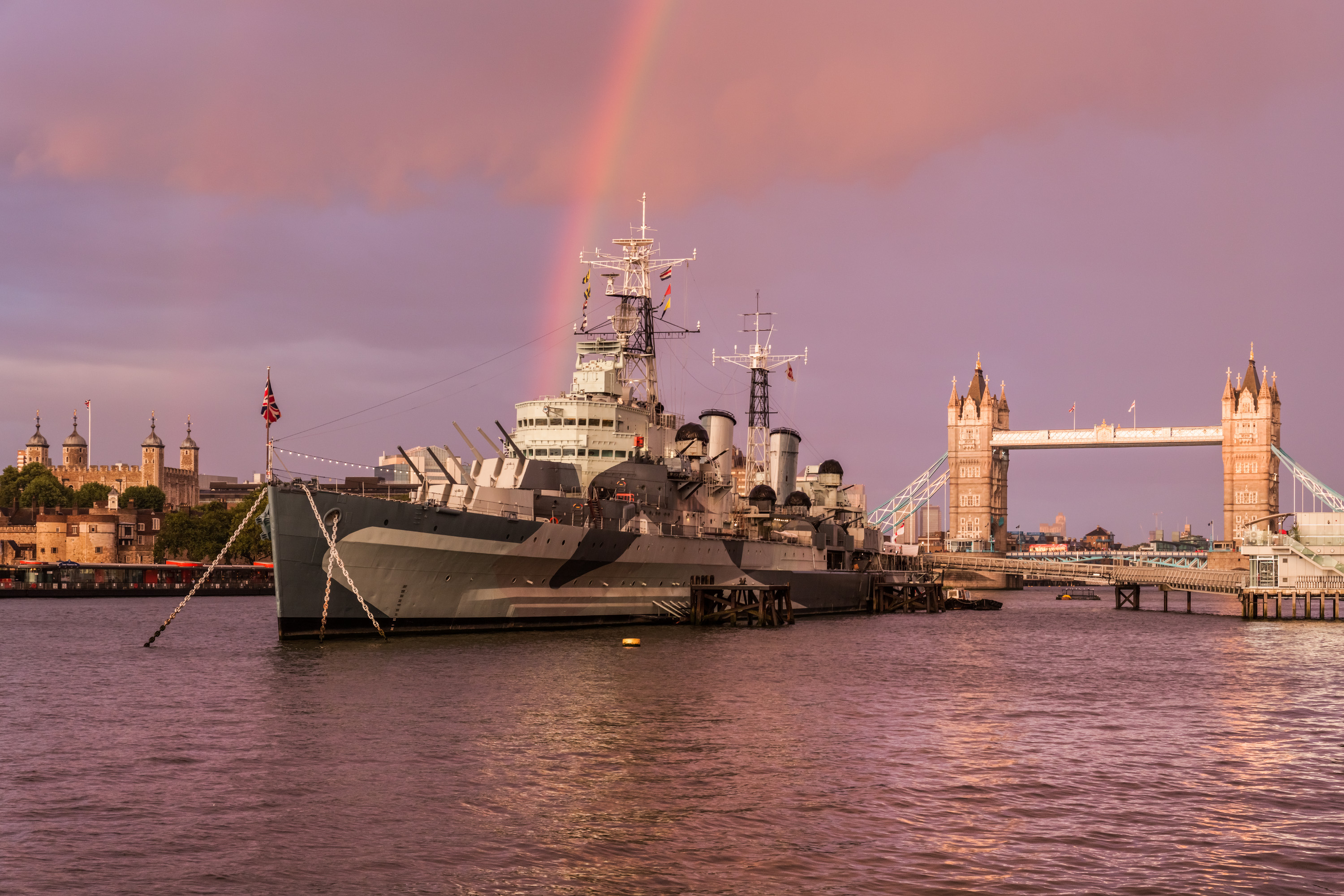
Az HMS Belfast könnyűcirkáló múzeumhajóként a Temzén.

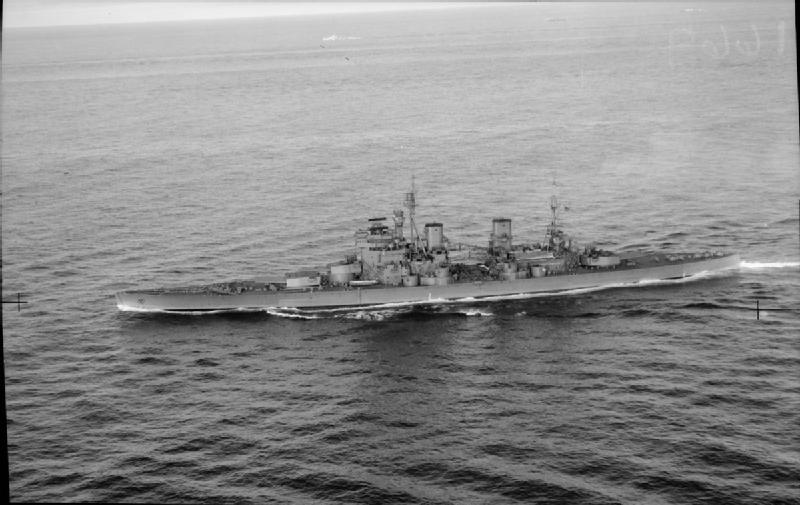
Az HMS Duke of York csatahajó.

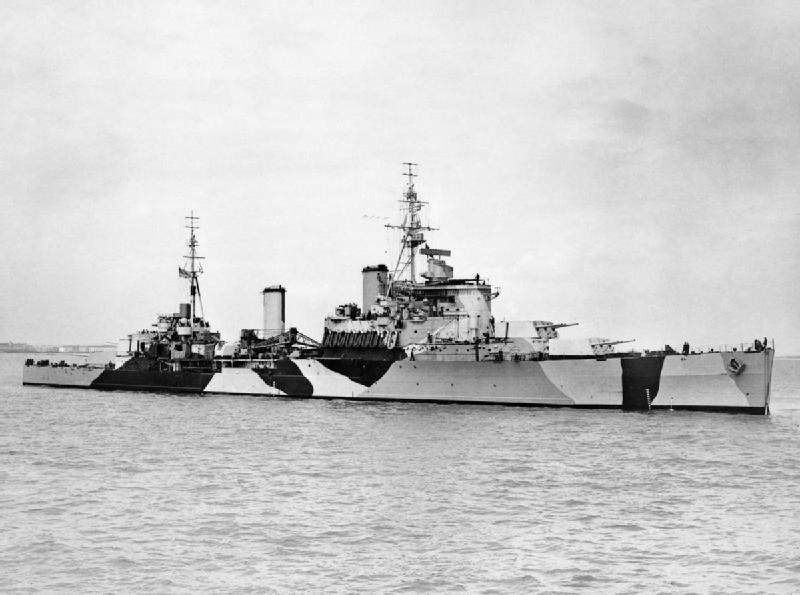
Az HMS Jamaica könnyűcirkáló.

A helyzet gyors romlása a keleti-fronton egyre sürgetőbbé tette a Szovjetunióba tartó konvojok feltartóztatását. Egy 1943. december 19-20-án megtartott konferencián Karl Dönitz, a Kriegsmarine főparancsnoka úgy döntött, hogy a Scharnhorstot bevetik a legelső felbukkanó konvoj ellen. Az ekkor altengernaggyá kinevezett Erich Beyt bízták meg a hadművelet végrehajtásával. A Tirpitz nem vehetett részt az akcióban, mivel még mindig javítás alatt állt, a négy nehézcirkáló pedig a Balti-tengeren teljesített szolgálatot.
December 22-én Dönitz utasította Beyt, készítse fel a kötelékét arra, hogy ellenséges erők észlelése esetén három órán belül kifuthasson. Később a nap folyamán egy felderítő repülőgép 750 km-re Tromsøtől nyugatra észlelte a JW 55 B jelű konvoj 19 hajóját, melyet jelentése szerint cirkálók és rombolók biztosítottak. A titkos német kódrendszer ismeretében a brit admiralitás tudott a tervezett német támadásról. Az Izlandon Akureyri kikötőjében horgonyzó Fraser tengernagyot december 23-án értesítették a Scharnhorst várható bevetéséről, és még aznap kihajózott kötelékével (Force 2), melyhez a Duke of York csatahajó (zászlóshajó), a Jamaica könnyűcirkáló és négy romboló (a Scorpion, a Saumarez, a Savage és a norvég Stord) tartozott.
Ugyanakkor a másik irányból, a Szovjetunió felől visszatérőben volt a RA 55 A jelű konvoj, melyet egy a Norfolk nehézcirkálóból, a Belfast és a Sheffield könnyűcirkálókból és rombolókból álló kötelék (Force 1) biztosított Robert Burnett tengernagy vezetésével. Erről a hajókaravánról – csakúgy, mint Fraser kötelékéről – a németek nem szereztek tudomást. Ezen felül mindkét konvoj közvetlen kíséretéhez tartoztak még további rombolók és felfegyverzett kereskedelmi hajók.
December 24-én a németek ismét észlelték a JW 55 B jelű konvojt, és bizonyossá vált számukra, hogy a Szovjetunió felé halad. Egy tengeralattjáró december 25-én 09:00-kor jelentette a hajók helyzetét, és Dönitz elrendelte a Scharnhorst bevetését ellenük. Utasításai szerint Beynek meg kellett szakítania a küzdelmet, ha túlerőben lévő ellenséggel került szembe, de továbbra is agresszíven kellett fellépnie.
Bey december 26-án 10:00-kor tervezett támadást indítani a konvoj ellen, amennyiben az időjárási körülmények is kedvezőek ehhez. A Norvégiától északra eső vizeken az év ezen időszakában csak 45 percet volt teljes világosság, és hat óra hosszat volt szürkület, ami jelentősen korlátozta Bey lehetőségeit. A németeket aggasztották az ellenséges radarok, melyek révén nagy pontossággal voltak képesek tüzelni még teljes sötétségben is. A német radarok nem voltak ennyire hatékonyak.
A Scharnhorst és az öt romboló 19:00 körül hagyta el a horgonyzóhelyet, és négy óra múlva értek ki a nyílt tengerre. A 03:19-kor érkezett újabb utasítások szerint a Scharnhorstnak egyedül kellett végrehajtania a küldetést, ha a kísérő rombolókat a nagy hullámverés akadályozná a harcban. A britek elfogták és dekódolták a csatahajó és a parancsnokság közti újabb üzenetváltásokat, így Burnett és Fraser tengernagyok ezek ismeretében állíthatták fel hajóikat. 07:03-kor a Scharnhorst 40 tengeri mérföldnyire (74 km) volt délnyugatra a Medve-szigettől, mikor ráállt arra az irányra, melynek révén 10:00 körül elérhette a konvojt. A Norfolk, Belfast és Sheffield cirkálókkal Burnett tengernagy a konvoj és a Scharnhorst várható felbukkanási helye közé manőverezett. Fraser a Duke of York csatahajóval, a Jamaica cirkálóval és négy rombolóval ettől délnyugatra helyezkedett, hogy elvághassa a német csatahajó visszavonulási útvonalát.
Egy órával a forduló végrehajtása után Bey a rombolóit vonalba állítva előre küldte, míg ő a csatahajóval 10 tengeri mérföldnyire (19 km) lemaradva követte őket. Fél óra múlva a hangosbemondók a legénységet a harcálláspontokra rendelték, és felkészültek a támadásra. A hajó radarjait nem kapcsolták be, nehogy a saját jelek révén tudomást szerezzen róluk az ellenség. 08:40-kor a Belfast radarja észlelte a Scharnhorstot, és 09:21-kor már az őrszemei megpillantották a 11.000 méter távolságban lévő csatahajót. Három perccel később a cirkáló tüzet nyitott rá, majd két perccel később követte a Norfolk is. A Scharnhorst a hátsó lövegtornyának lövegeivel válaszolt, mielőtt sebességét növelve kitért a cirkálók elől, melyektől azonban két 203 mm-es gránáttalálatot kapott. Az első nem robbant fel, és csak csekély károkat okozott, de a második eltalálta az elülső távolságmérőt, és tönkretette a rajta lévő FuMO 27 radarberendezést. Így már csak a hátulsó felépítményén elhelyezett rádiólokátora üzemelt, mely azonban előre csak korlátozott mértékben volt képes látni.

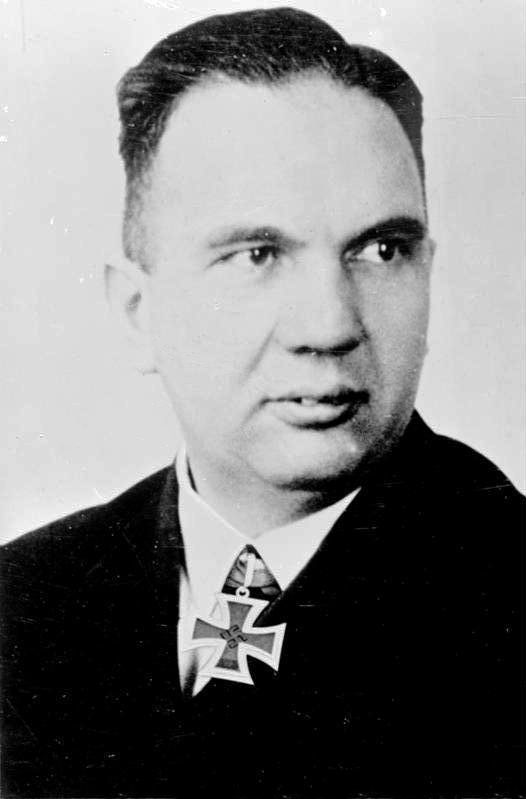
Erich Bey ellentengernagy

A Scharnhorst délkeletnek fordult, és 30 csomós sebességre gyorsítva igyekezett kikerülni a cirkálókat, de a nagy teljesítményű brit radarok sokáig nyomon követték még, így kedvező pozíciót vehettek fel az újabb támadás kivédéséhez. 12:00 körül a német csatahajó északkeletre volt a konvojtól, mikor a Belfast radarja ismét észlelte. A cirkálók felé vették az irányt, és 20 perc alatt lőtávolságon belülre kerültek hozzá, majd tüzet nyitottak rá. A közeledő cirkálókat a Scharnhorst is észlelte radarral, és célba vette őket mielőtt ismét kitért volna előlük. Röviddel 12:25 előtt két gránátja eltalálta a Norfolkot, melyek közül az első az elülső felépítményt érve a fő tüzérség radarját, a másik az X lövegtorony barbettáját eltalálva a lövegtornyot iktatta ki. A Sheffieldet repesztalálatok érték. A Scharnhorst ismét a harc elől kitérve próbált a konvojra rátalálni, de Burnett úgy döntött, hogy a radarkapcsolatot tartva követik, és rávezetik a Duke of Yorkot. Ezzel egy időben az öt német romboló tovább kereste a konvojt, de nem jártak sikerrel. 13:15-kor Bey a hadművelet megszakítása mellett döntött, és visszaindult Norvégia felé. A rombolókat 13:43-kor utasította a támaszpontra való visszatérésre.
A nyugat-délnyugati irányból érkező Duke of York radarján 16:17-kor tűnt fel a 43.500 méterre lévő, dél-délkeletnek tartó Scharnhorst. Harminc perccel később a Belfast világítólövedékekkel tette láthatóvá a célpontot. A brit csatahajó 16:48-kor 10.900 méter távolságból tüzet nyitott rá, melyet a németek hamar viszonoztak. 16:57-kor a Belfast és a Norfolk is tüzet nyitott. Öt perccel a tűzharc kezdete után egy 356 mm-es gránát érte a Scharnhorstot az elülső lövegtornyánál, megrongálva annak emelkedésbeállító szerkezeteit, és ezáltal harcképtelenné téve azt, míg egy másik lövedék a hangárt rombolta le. A lövegtoronynál becsapódó lövedék repeszei tüzet okoztak a lőszerraktárban, és a robbanástól tartva a hajó legénysége mindkét elülső lőszerraktárt elárasztotta. A Bruno lövegtorony raktárait hamar szárazzá tették, így ismét bevethette a fő tüzérségének kétharmadát. Egy másik gránát a Cäsar lövegtorony közelében érte a fedélzetet némi vízbetörést okozva, és repeszei számos áldozatot szedtek. 17:30-kor gránáttalálatok érték a 15 cm-es ágyúk elülső lövegtornyait, harcképtelenné téve őket. A Scharnhorstot folyamatosan érték a találatok, de nagyobb sebessége révén sikerült 19.600 méterre növelni a távolságot a támadóitól, és úgy tűnt vissza tud térni Norvégiába. 18:15-kor egy 356 mm-es gránát érte a Bruno lövegtorony szellőztető berendezéseit, ami miatt a toronyba minden lövés után bejutottak a kivetőtöltetek mérgező gázai a závárzat kinyitásakor, ezért a személyzetének el kellett hagynia azt. Mivel már csak a Cäsar lövegtorony volt működőképes, a legénység összes nélkülözhető tagját az elülső lőszerraktárak lövedékeinek hátraszállításával bízták meg.
18:24-kor a Duke of York mellett becsapódó lövedékek repeszei megrongálták tüzérségének tűzvezető radarját, így 52 sortűz leadása, és legalább 13 találat elérése után kénytelen volt beszüntetni a tüzelést. Az egyik utolsó sortüzének egyik gránátja azonban a Scharnhorst jobb oldalába becsapódva a IX-es szekció felső fedélzetének vékony páncélzatát átütötte, és az 1-es számú kazánházban robbant fel. A hajtóművekben jelentős károk keletkeztek, ami miatt a hajó 8 csomós sebességre lassult. A gyorsan elvégzett javítások után 22 csomóra tudott gyorsulni.
Fraser tengernagy már vissza akart térni a konvoja hajói mellé, mikor az időközben kijavított radaron észlelték, hogy a német csatahajó erősen veszített sebességéből. Fraser ekkor a rombolóit utasította torpedótámadások végrehajtására. A visszavonuló Scharnhorst másodlagos tüzérsége is jelentős károkat szenvedett, aminek révén kiszolgáltatottabbá vált a rombolók támadásaival szemben. Az első, 18:50-kor indított támadás során a Scorpion és a norvég Stord rombolók összesen tizenhat torpedót indítottak útnak, majd 18:55 után a Savage és a Saumarez tizenkettőt. A Scharnhorst tüzet nyitott a támadókra, és egy 28 cm-es gránátja eltalálta a Saumarezt, megölve 11, és megsebesítve további 11 tengerészt. A kilőtt torpedókkal azonban a Scorpion egy, a Savage pedig három találatot is elért.
Egy torpedó a Bruno magasságában robbant mozdíthatatlanná téve a lövegtornyot. A második torpedó a bal oldalán érte kisebb vízbetöréseket okozva, míg a harmadik hátrébb a bal oldali hajócsavar tengelyét rongálta meg. A negyedik torpedó a hajó orrát érte. A torpedótalálatok a Scharnhorstot 12 csomóra lassították, így a Duke of York 9100 méterre megközelíthette, és – miután megjavították a radarját – 19:01-kor a Jamaica cirkálóval tüzet nyitott számos újabb találatot elérve. 19:12-kor Burnett tengernagy beérkező cirkálói is beszálltak a küzdelembe. Ezzel egy időben a Cäsar lövegtorony is elnémult.
19:30-kor Hintze kapitány parancsot adott a hajó elhagyására. A Scharnhorst ekkor már erősen a jobb oldalára dőlve, mindössze öt csomós sebességgel, és nagy kört leírva tudott haladni. A visszaemlékezések szerint Hintze kapitány és Bey tengernagy a mentőmellénnyel nem rendelkező kadétoknak adták át a sajátjukat.

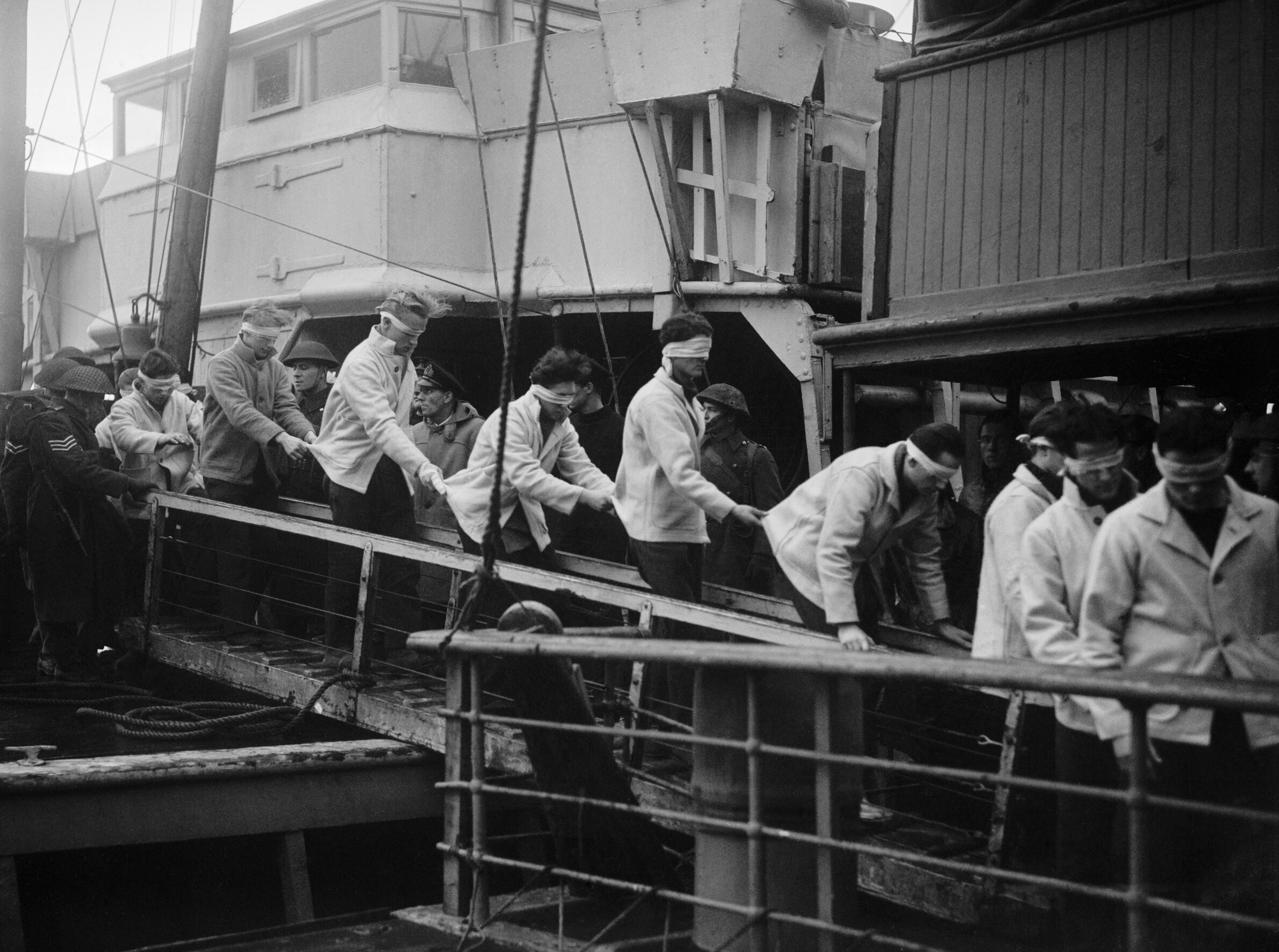
A túlélők Scapa Flow-ba érkeznek

Fraser a Jamaica és Belfast cirkálóknak utasítást adott a megbénított csatahajó torpedókkal való elsüllyesztésére. A cirkálók az összes torpedójukat kilőtték, majd a Musketeer, az Opportune és a Virago rombolók is indítottak további 19-et, melyek közül hét érhetett célt. Az újabb torpedótalálatok következtében a Scharnhorst tovább süllyedt a vízben a jobb oldalára dőlve, végül 19:45-kor orrával előre a hullámok alá merült É 72º 16', K 28º 41' koordinátákon. Elsüllyedésekor az elülső lőszerraktárak hatalmas detonációval repültek a levegőbe. A vízből rövid ideig kiemelkedő hajócsavarjai még mindig lassan forogtak. A brit hajók túlélők után kezdtek kutatni, de rövid idő elteltével – a tengeralattjárók jelentette veszélyre hivatkozva – visszarendelték őket, annak ellenére, hogy a sötétben még lehetett hallani segélykiáltásokat, és több százan lehettek a vízben. A fedélzeten lévő 1968 főből csak 36-an menekültek meg. Harminc tengerészt a Scorpion, hatot pedig a Matchless mentett ki.
Az ütközet során több mint 2000 lövedéket lőttek ki a Scharnhorstra: 446 darab 356 mm-es, 161 darab 203 mm-es, 874 darab 152 mm-es, 686 darab 133 mm-es és 126 darab 120 mm-es gránátot. Kilőttek rá továbbá 55 torpedót, melyek közül 11 találhatta el. A britek vesztesége 18 fő volt.
Fraser tengernagy a következő üzenetet küldte az admiralitásnak: „…Kérem továbbítsák ezt az üzenetet a Norvég Haditengerészet főparancsnokának. A Stord nagyon merész szerepet töltött be a csata során, és nagyon büszke vagyok rá…”. 1944. február 5-én a The Evening News-ban a Duke of York parancsnoka pedig így nyilatkozott: „…a Stord norvég romboló végezte el az egész támadás legvakmerőbb részét…”. A tengernagy a Scharnhorst elsüllyesztésének estéjén magához rendelte zászlóshajója tisztjeit, és így szólt hozzájuk:
"Uraim, a Scharnhorsttal folytatott küzdelem a mi győzelmünkkel végződött. Remélem, hogy bármelyikük is kerül sokszoros túlerővel folytatott harcba, olyan bátran fogja vezetni a hajóját mint ahogy ma a Scharnhorstot vezették."

## AScharnhorstmegtalálása
2000 szeptemberében a BBC, az NRK (Norsk rikskringkasting – a norvég közszolgálati média) és a Norvég Királyi Haditengerészet közösen indított expedíciót az elsüllyedt csatahajó felkutatására. A Sverdrup II víz alatti megfigyelő járművet használták a tengerfenék átkutatásához. Miután egy nagy víz alatti tárgyat észleltek, a Tyr keresőhajót vették igénybe a roncs vizuális vizsgálatához. Szeptember 10-én egy ROV felvételei alapján egyértelműen azonosították a Scharnhorstot. A csatahajó gerincével felfelé, kissé a jobb oldalán nyugszik a 290 méter mély vízben. A hajótestet törmelék veszi körbe, köztük a főárbóc és távolságmérők leszakadt darabjai. Jól kivehetők rajta az intenzív ágyúzás és a torpedótalálatok nyomai. A hajó orra a hajótesttől kissé távolabb található, vélhetően az elülső lövegtornyokban bekövetkezett robbanás szakította le.

## Emlékezete

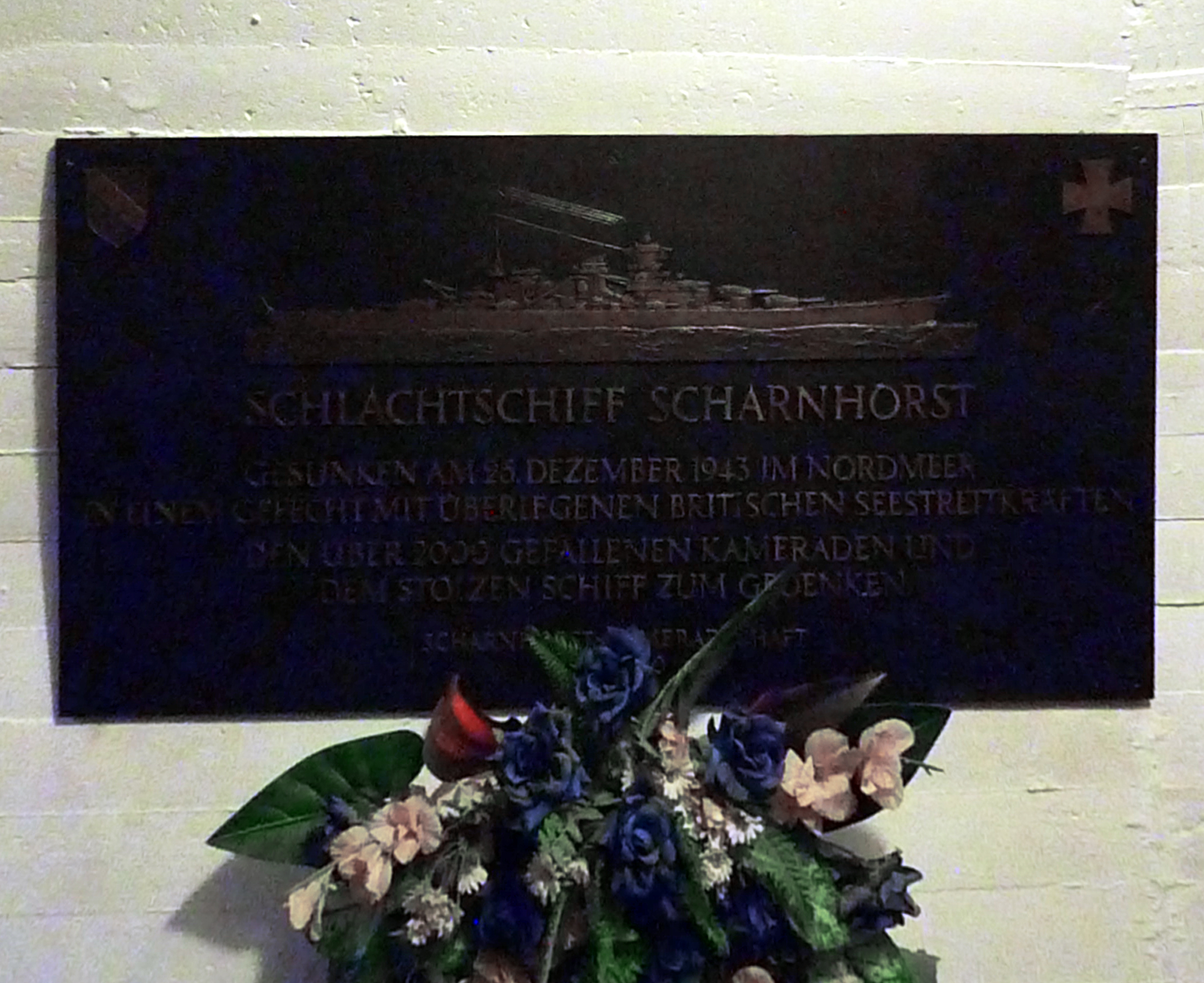
Emléktábla Laboe-ben

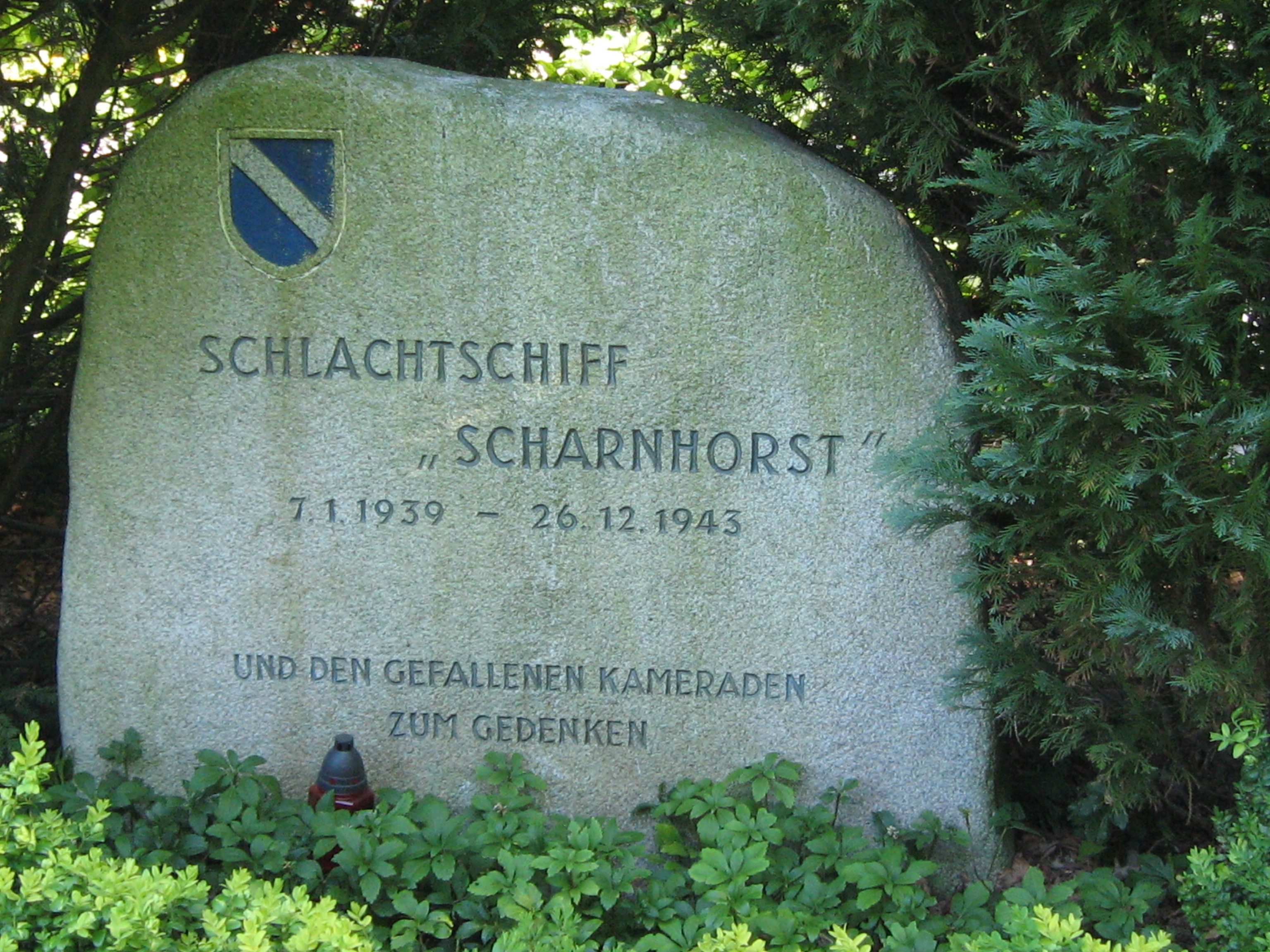
Emlékkő a wilhelmshaveni Ehrenfriedhofban

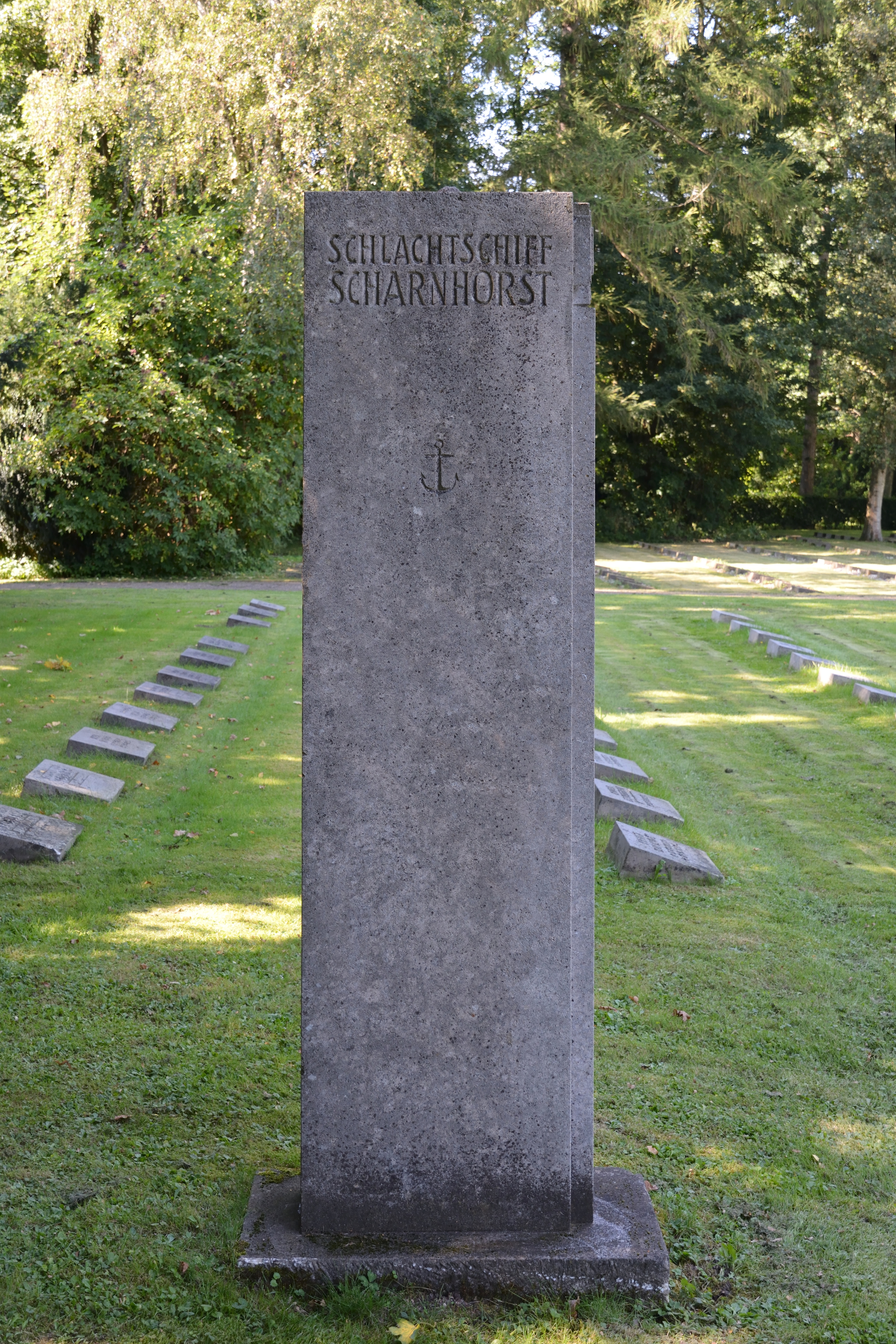
A csatahajóra emlékező sztélé a kieli Nordfriedhofban

- A kieli Nordfriedhof temetőben egy sztélé emlékezik meg a csatahajóról és a rajta szolgálatot teljesítő tengerészekről.
- A wilhelmshaveni Ehrenfriedhofban emlékkő emlékeztet a csatahajóra.
- A laboe-i tengerészeti emlékműben emléktáblát helyeztek el a csatahajóról.
- Az Északi-foknál lévő Nordkapphallen turisztikai épületében található egy az ütközetre emlékező tábla. Ugyanitt megtekinthető a Scharnhorst utolsó harcának rekonstrukciója.

## A hajó parancsnokai
| Név                  | Rang            | Parancsnokságának ideje                  |
| -------------------- | --------------- | ---------------------------------------- |
| Otto Ciliax          | sorhajókapitány | 1939. január 7. – 1939. szeptember 20.   |
| Kurt Caesar Hoffmann | sorhajókapitány | 1939. szeptember 21. – 1942. március 28. |
| Friedrich Hüffmeier  | sorhajókapitány | 1942. március 29. – 1943. október 17.    |
| Fritz Hintze†        | sorhajókapitány | 1943. október 18. – 1943. december 26.   |

## Érdekesség
- A sors iróniája, hogy a fiatal Gerhard von Scharnhorst hadnagyként 1793-ban York hercege (Duke of York) alatt szolgált Hollandiában.

## Fordítás
- Ez a szócikk részben vagy egészben  a   German Battleship Scharnhorst című angol Wikipédia-szócikk ezen változatának fordításán alapul.  Az eredeti cikk szerkesztőit annak laptörténete sorolja fel. Ez a jelzés csupán a megfogalmazás eredetét és a szerzői jogokat jelzi, nem szolgál a cikkben szereplő információk forrásmegjelöléseként.
- Ez a szócikk részben vagy egészben  a    Scharnhorst (Schiff, 1936) című német Wikipédia-szócikk ezen változatának fordításán alapul.  Az eredeti cikk szerkesztőit annak laptörténete sorolja fel. Ez a jelzés csupán a megfogalmazás eredetét és a szerzői jogokat jelzi, nem szolgál a cikkben szereplő információk forrásmegjelöléseként.